# Bahnstrecke Borsdorf–Coswig
| Ausschnitt der Streckenkarte Sachsen 1902 | |                                                      |                                                     |
| Streckennummer: | 6386; sä. BC |                                                      |                                                     |
| Kursbuchstrecke (DB): | 241.1, 506 |                                                      |                                                     |
| Kursbuchstrecke: | 137b (1934) 164e (1946) 170e, 176 (Borsdorf (Sachs)–Großbothen 1946) 159f (Meißen Triebischtal–Coswig (Bz Dresden) 1946) 330 (Dresden–Döbeln–Leipzig 1998) |                                                      |                                                     |
| Streckenlänge: | 102,649 km |                                                      |                                                     |
| Spurweite: | 1435 mm (Normalspur) |                                                      |                                                     |
| Streckenklasse: | D4 |                                                      |                                                     |
| Stromsystem: | Meißen Triebischtal–Coswig 15 kV, 16,7 Hz ~ |                                                      |                                                     |
| Maximale Neigung: | 11 ‰ |                                                      |                                                     |
| Minimaler Radius: | 285 m |                                                      |                                                     |
| Streckengeschwindigkeit: | 100 km/h |                                                      |                                                     |
| Zweigleisigkeit: | Meißen Altstadt–Coswig (b Dresden) Stw 1 |                                                      |                                                     |
| | |                                                      |                                                     |
| \| \| \| von Leipzig Hbf \| \| \| \| 0,000 \| Borsdorf (Sachs) \| 127 m \| \| \| \| nach Dresden-Neustadt \| \| \| \| 3,55 \| Beucha \| 129 m \| \| \| \| nach Trebsen (Mulde) \| \| \| \| \| Bundesautobahn 14 \| \| \| \| 8,94 \| Naunhof \| 134 m \| \| \| 13,20 \| Großsteinberg \| 140 m \| \| \| 15,43 \| Bk Grethen \| 150 m \| \| \| 19,25 \| Grimma ob Bf \| 159 m \| \| \| 21,86 \| Bk Großbardau \| 168 m \| \| \| \| von Borna \| \| \| \| 25,84 \| Bundesstraße 107 (13 m) \| Bundesstraße 107 (13 m) \| \| \| \| von Wurzen \| \| \| \| 26,24 \| Großbothen (Inselbahnhof) \| 147 m \| \| \| \| nach Glauchau (Sachs) \| \| \| \| \| Bahnstrecke Glauchau–Wurzen \| \| \| \| 28,4 \| Flutbrücke (320 m; verfüllt) \| Flutbrücke (320 m; verfüllt) \| \| \| \| Verbindungskurve von Abzw Leisenau \| \| \| \| 28,950 \| Abzw Muldenbrücke \| Abzw Muldenbrücke \| \| \| 29,22 \| Viadukt Kössern (Vereinigte Mulde; 310 m) \| Viadukt Kössern (Vereinigte Mulde; 310 m) \| \| \| 34,34 \| Tanndorf (ehem. Bf) \| 150 m \| \| \| 36,26 \| Freiberger Mulde (128 m) \| Freiberger Mulde (128 m) \| \| \| 40,1 \| Brücke Leisnig (50 m) \| Brücke Leisnig (50 m) \| \| \| 41,48 \| Leisnig \| 156 m \| \| \| 42,045 \| Einertbrücke (Freiberger Mulde; 128 m) \| Einertbrücke (Freiberger Mulde; 128 m) \| \| \| 43,01 \| Eulenbach (13 m) \| Eulenbach (13 m) \| \| \| 46,27 \| Klosterbuch (ehem. Bf) \| 160 m \| \| \| 46,75 \| (12 m) \| (12 m) \| \| \| 49,30 \| Westewitz-Hochweitzschen (ehem. Bf) \| 167 m \| \| \| 51,32 \| Freiberger Mulde (123 m) \| Freiberger Mulde (123 m) \| \| \| \| von Chemnitz Hbf \| \| \| \| 54,42 \| Döbeln Hbf (Keilbahnhof) \| 176 m \| \| \| \| nach Riesa \| \| \| \| 55,26 \| Bundesstraße 175 (14 m) \| Bundesstraße 175 (14 m) \| \| \| 55,630 \| Infrastrukturgrenze DB InfraGO / NRE \| Infrastrukturgrenze DB InfraGO / NRE \| \| \| 55,66 \| Friedrichstraße (13 m) \| Friedrichstraße (13 m) \| \| \| 55,92 \| Waldheimer Straße (13 m) \| Waldheimer Straße (13 m) \| \| \| 56,40 \| Brücke Döbeln (40 m) \| Brücke Döbeln (40 m) \| \| \| 56,88 \| Döbeln Zentrum früher Döbeln Ost (ehem. Bf) \| 182 m \| \| \| 57,64 \| Freiberger Mulde (86 m) \| Freiberger Mulde (86 m) \| \| \| 60,72 \| Freiberger Mulde (53 m) \| Freiberger Mulde (53 m) \| \| \| 61,28 \| Niederstriegis (ehem. Bf) \| 185 m \| \| \| 61,94 \| Freiberger Mulde (60 m) \| Freiberger Mulde (60 m) \| \| \| 62,01 \| Werkgraben (16 m) \| Werkgraben (16 m) \| \| \| 62,63 \| Freiberger Mulde (56 m) \| Freiberger Mulde (56 m) \| \| \| \| von Niederwiesa \| \| \| \| 64,09 \| Goldbornstraße \| Goldbornstraße \| \| \| 65,03 \| Staatsstraße 34 (17 m) \| Staatsstraße 34 (17 m) \| \| \| 65,17 \| Roßwein \| 199 m \| \| \| 66,79 \| Freiberger Mulde (72 m) \| Freiberger Mulde (72 m) \| \| \| 67,45 \| Wolfstal \| Wolfstal \| \| \| 68,62 \| Wirtschaftsweg (10 m) \| Wirtschaftsweg (10 m) \| \| \| 69,38 \| Gleisberg-Marbach (ehem. Bf) \| 205 m \| \| \| 70,63 \| Freiberger Mulde (55 m) \| Freiberger Mulde (55 m) \| \| \| \| von Moldava v Krušných horách \| \| \| \| \| von Riesa \| \| \| \| 73,41 \| Nossen \| 220 m \| \| \| \| Schmalspurbahn nach Freital-Potschappel \| \| \| \| 74,18 \| Freiberger Mulde (115 m) \| Freiberger Mulde (115 m) \| \| \| 74,85 \| Seminarweg (10 m) \| Seminarweg (10 m) \| \| \| 77,56 \| Deutschenbora \| 253 m \| \| \| \| Bundesautobahn 14 \| \| \| \| 80,86 \| Bk Rothschönberg \| 225 m \| \| \| 86,41 \| Heynitzer Bach (10 m) \| Heynitzer Bach (10 m) \| \| \| 86,42 \| Miltitz-Roitzschen \| 177 m \| \| \| 87,23 \| Triebisch (40 m) \| Triebisch (40 m) \| \| \| 87,62 \| Triebisch (34 m) \| Triebisch (34 m) \| \| \| 87,97 \| Triebisch (46 m) \| Triebisch (46 m) \| \| \| 88,25 \| Triebisch (54 m) \| Triebisch (54 m) \| \| \| 88,66 \| Staatsstraße 83 (25 m) \| Staatsstraße 83 (25 m) \| \| \| \| Meißen Triebischtal–Döbeln-Gärtitz (Schmalspurbahn) \| \| \| \| 89,43 \| Triebisch (70 m) \| Triebisch (70 m) \| \| \| 89,80 \| Triebisch (50 m) \| Triebisch (50 m) \| \| \| 89,91 \| Bk Götterfelsen \| 143 m \| \| \| 90,05 \| Mühlgraben (10 m) \| Mühlgraben (10 m) \| \| \| 90,09 \| Triebisch (42 m) \| Triebisch (42 m) \| \| \| 91,13 \| Triebischtal (95 m) \| Triebischtal (95 m) \| \| \| 91,69 \| Triebischbrücke (36 m) \| Triebischbrücke (36 m) \| \| \| \| Schmalspurbahn von Wilsdruff und Döbeln-Gärtitz \| \| \| \| 92,80 \| Meißen Jaspisstraße \| 116 m \| \| \| 92,820 \| Infrastrukturgrenze NRE / DB InfraGO \| Infrastrukturgrenze NRE / DB InfraGO \| \| \| 93,44 \| Meißen Triebischtal \| 110 m \| \| \| 94,15 \| Staatsstraße 177 (17 m) \| Staatsstraße 177 (17 m) \| \| \| 94,5 \| Meißen Altstadt \| Meißen Altstadt \| \| \| 95,01 \| Elbe (214 m) \| Elbe (214 m) \| \| \| 95,22 \| Staatsstraße 82 (25 m) \| Staatsstraße 82 (25 m) \| \| \| 95,29 \| Meißen \| 111 m \| \| \| 95,87 \| Fabrikstraße (16 m) \| Fabrikstraße (16 m) \| \| \| 96,03 \| Fürstengraben (13 m) \| Fürstengraben (13 m) \| \| \| 96,81 \| Steinweg (16 m) \| Steinweg (16 m) \| \| \| 100,72 \| Neusörnewitz \| 107 m \| \| \| \| Verbindungsbogen nach Abzw Elbgaubad \| \| \| \| 102,25 \| Auerstraße (18 m) \| Auerstraße (18 m) \| \| \| \| von Leipzig Hbf \| \| \| \| 102,65 \| Coswig (b Dresden) Stw 1 (Bft; früher Coswig Abzw B) \| 113 m \| \| \| (104,17) \| Coswig (b Dresden) \| 110 m \| \| \| \| nach Dresden-Neustadt \| \| | |                                                      |                                                     |
| Strecke | | von Leipzig Hbf                                      | von Leipzig Hbf                                     |
| Bahnhof | 0,000 | Borsdorf (Sachs)                                     | 127 m                                               |
| Abzweig geradeaus und nach links | | nach Dresden-Neustadt                                | nach Dresden-Neustadt                               |
| Bahnhof | 3,55 | Beucha                                               | 129 m                                               |
| Abzweig geradeaus und nach links | | nach Trebsen (Mulde)                                 | nach Trebsen (Mulde)                                |
| Strecke mit Straßenbrücke | | Bundesautobahn 14                                    | Bundesautobahn 14                                   |
| Bahnhof | 8,94 | Naunhof                                              | 134 m                                               |
| Bahnhof | 13,20 | Großsteinberg                                        | 140 m                                               |
| ehemalige Blockstelle | 15,43 | Bk Grethen                                           | 150 m                                               |
| Bahnhof | 19,25 | Grimma ob Bf                                         | 159 m                                               |
| ehemalige Blockstelle | 21,86 | Bk Großbardau                                        | 168 m                                               |
| Abzweig geradeaus und ehemals von rechts | | von Borna                                            | von Borna                                           |
| Brücke | 25,84 | Bundesstraße 107 (13 m)                              | Bundesstraße 107 (13 m)                             |
| Abzweig geradeaus und ehemals von links | | von Wurzen                                           | von Wurzen                                          |
| Bahnhof | 26,24 | Großbothen (Inselbahnhof)                            | 147 m                                               |
| Abzweig geradeaus und ehemals nach links | | nach Glauchau (Sachs)                                | nach Glauchau (Sachs)                               |
| Kreuzung geradeaus unten (Querstrecke außer Betrieb) | | Bahnstrecke Glauchau–Wurzen                          | Bahnstrecke Glauchau–Wurzen                         |
| | 28,4 | Flutbrücke (320 m; verfüllt)                         | Flutbrücke (320 m; verfüllt)                        |
| Abzweig geradeaus und ehemals von rechts | | Verbindungskurve von Abzw Leisenau                   | Verbindungskurve von Abzw Leisenau                  |
| ehemalige Blockstelle | 28,950 | Abzw Muldenbrücke                                    | Abzw Muldenbrücke                                   |
| Brücke über Wasserlauf | 29,22 | Viadukt Kössern (Vereinigte Mulde; 310 m)            | Viadukt Kössern (Vereinigte Mulde; 310 m)           |
| Haltepunkt / Haltestelle | 34,34 | Tanndorf (ehem. Bf)                                  | 150 m                                               |
| Brücke über Wasserlauf | 36,26 | Freiberger Mulde (128 m)                             | Freiberger Mulde (128 m)                            |
| Brücke | 40,1 | Brücke Leisnig (50 m)                                | Brücke Leisnig (50 m)                               |
| Bahnhof | 41,48 | Leisnig                                              | 156 m                                               |
| Brücke über Wasserlauf | 42,045 | Einertbrücke (Freiberger Mulde; 128 m)               | Einertbrücke (Freiberger Mulde; 128 m)              |
| Brücke über Wasserlauf | 43,01 | Eulenbach (13 m)                                     | Eulenbach (13 m)                                    |
| Haltepunkt / Haltestelle | 46,27 | Klosterbuch (ehem. Bf)                               | 160 m                                               |
| Brücke | 46,75 | (12 m)                                               | (12 m)                                              |
| Haltepunkt / Haltestelle | 49,30 | Westewitz-Hochweitzschen (ehem. Bf)                  | 167 m                                               |
| Brücke über Wasserlauf | 51,32 | Freiberger Mulde (123 m)                             | Freiberger Mulde (123 m)                            |
| Abzweig geradeaus und von rechts | | von Chemnitz Hbf                                     | von Chemnitz Hbf                                    |
| Bahnhof | 54,42 | Döbeln Hbf (Keilbahnhof)                             | 176 m                                               |
| Abzweig geradeaus und nach links | | nach Riesa                                           | nach Riesa                                          |
| Brücke | 55,26 | Bundesstraße 175 (14 m)                              | Bundesstraße 175 (14 m)                             |
| Kilometer-Wechsel | 55,630 | Infrastrukturgrenze DB InfraGO / NRE                 | Infrastrukturgrenze DB InfraGO / NRE                |
| Brücke | 55,66 | Friedrichstraße (13 m)                               | Friedrichstraße (13 m)                              |
| Brücke | 55,92 | Waldheimer Straße (13 m)                             | Waldheimer Straße (13 m)                            |
| Brücke | 56,40 | Brücke Döbeln (40 m)                                 | Brücke Döbeln (40 m)                                |
| Haltepunkt / Haltestelle | 56,88 | Döbeln Zentrum früher Döbeln Ost (ehem. Bf)          | 182 m                                               |
| Brücke über Wasserlauf | 57,64 | Freiberger Mulde (86 m)                              | Freiberger Mulde (86 m)                             |
| Brücke über Wasserlauf | 60,72 | Freiberger Mulde (53 m)                              | Freiberger Mulde (53 m)                             |
| Haltepunkt / Haltestelle | 61,28 | Niederstriegis (ehem. Bf)                            | 185 m                                               |
| Brücke über Wasserlauf | 61,94 | Freiberger Mulde (60 m)                              | Freiberger Mulde (60 m)                             |
| Brücke über Wasserlauf | 62,01 | Werkgraben (16 m)                                    | Werkgraben (16 m)                                   |
| Brücke über Wasserlauf | 62,63 | Freiberger Mulde (56 m)                              | Freiberger Mulde (56 m)                             |
| Abzweig geradeaus und ehemals von rechts | | von Niederwiesa                                      | von Niederwiesa                                     |
| Brücke | 64,09 | Goldbornstraße                                       | Goldbornstraße                                      |
| Brücke | 65,03 | Staatsstraße 34 (17 m)                               | Staatsstraße 34 (17 m)                              |
| Bahnhof | 65,17 | Roßwein                                              | 199 m                                               |
| Brücke über Wasserlauf | 66,79 | Freiberger Mulde (72 m)                              | Freiberger Mulde (72 m)                             |
| Brücke | 67,45 | Wolfstal                                             | Wolfstal                                            |
| Brücke | 68,62 | Wirtschaftsweg (10 m)                                | Wirtschaftsweg (10 m)                               |
| Haltepunkt / Haltestelle | 69,38 | Gleisberg-Marbach (ehem. Bf)                         | 205 m                                               |
| Brücke über Wasserlauf | 70,63 | Freiberger Mulde (55 m)                              | Freiberger Mulde (55 m)                             |
| Abzweig geradeaus und von rechts | | von Moldava v Krušných horách                        | von Moldava v Krušných horách                       |
| Abzweig geradeaus und von links | | von Riesa                                            | von Riesa                                           |
| Bahnhof | 73,41 | Nossen                                               | 220 m                                               |
| Abzweig geradeaus und ehemals nach rechts | | Schmalspurbahn nach Freital-Potschappel              | Schmalspurbahn nach Freital-Potschappel             |
| Brücke über Wasserlauf | 74,18 | Freiberger Mulde (115 m)                             | Freiberger Mulde (115 m)                            |
| Brücke | 74,85 | Seminarweg (10 m)                                    | Seminarweg (10 m)                                   |
| Bahnhof | 77,56 | Deutschenbora                                        | 253 m                                               |
| Strecke mit Straßenbrücke | | Bundesautobahn 14                                    | Bundesautobahn 14                                   |
| ehemalige Blockstelle | 80,86 | Bk Rothschönberg                                     | 225 m                                               |
| Brücke über Wasserlauf | 86,41 | Heynitzer Bach (10 m)                                | Heynitzer Bach (10 m)                               |
| Bahnhof | 86,42 | Miltitz-Roitzschen                                   | 177 m                                               |
| Brücke über Wasserlauf | 87,23 | Triebisch (40 m)                                     | Triebisch (40 m)                                    |
| Brücke über Wasserlauf | 87,62 | Triebisch (34 m)                                     | Triebisch (34 m)                                    |
| Brücke über Wasserlauf | 87,97 | Triebisch (46 m)                                     | Triebisch (46 m)                                    |
| Brücke über Wasserlauf | 88,25 | Triebisch (54 m)                                     | Triebisch (54 m)                                    |
| Brücke | 88,66 | Staatsstraße 83 (25 m)                               | Staatsstraße 83 (25 m)                              |
| Kreuzung geradeaus unten (Querstrecke außer Betrieb) | | Meißen Triebischtal–Döbeln-Gärtitz (Schmalspurbahn)  | Meißen Triebischtal–Döbeln-Gärtitz (Schmalspurbahn) |
| Brücke über Wasserlauf | 89,43 | Triebisch (70 m)                                     | Triebisch (70 m)                                    |
| Brücke über Wasserlauf | 89,80 | Triebisch (50 m)                                     | Triebisch (50 m)                                    |
| ehemalige Blockstelle | 89,91 | Bk Götterfelsen                                      | 143 m                                               |
| Brücke über Wasserlauf | 90,05 | Mühlgraben (10 m)                                    | Mühlgraben (10 m)                                   |
| Brücke über Wasserlauf | 90,09 | Triebisch (42 m)                                     | Triebisch (42 m)                                    |
| Brücke über Wasserlauf | 91,13 | Triebischtal (95 m)                                  | Triebischtal (95 m)                                 |
| Brücke über Wasserlauf | 91,69 | Triebischbrücke (36 m)                               | Triebischbrücke (36 m)                              |
| Abzweig geradeaus und ehemals von rechts | | Schmalspurbahn von Wilsdruff und Döbeln-Gärtitz      | Schmalspurbahn von Wilsdruff und Döbeln-Gärtitz     |
| ehemaliger Dienststation / Betriebs- oder Güterbahnhof | 92,80 | Meißen Jaspisstraße                                  | 116 m                                               |
| Kilometer-Wechsel | 92,820 | Infrastrukturgrenze NRE / DB InfraGO                 | Infrastrukturgrenze NRE / DB InfraGO                |
| Bahnhof | 93,44 | Meißen Triebischtal                                  | 110 m                                               |
| Brücke | 94,15 | Staatsstraße 177 (17 m)                              | Staatsstraße 177 (17 m)                             |
| Haltepunkt / Haltestelle | 94,5 | Meißen Altstadt                                      | Meißen Altstadt                                     |
| Brücke über Wasserlauf | 95,01 | Elbe (214 m)                                         | Elbe (214 m)                                        |
| Brücke | 95,22 | Staatsstraße 82 (25 m)                               | Staatsstraße 82 (25 m)                              |
| Bahnhof | 95,29 | Meißen                                               | 111 m                                               |
| Brücke | 95,87 | Fabrikstraße (16 m)                                  | Fabrikstraße (16 m)                                 |
| Brücke über Wasserlauf | 96,03 | Fürstengraben (13 m)                                 | Fürstengraben (13 m)                                |
| Brücke | 96,81 | Steinweg (16 m)                                      | Steinweg (16 m)                                     |
| Haltepunkt / Haltestelle | 100,72 | Neusörnewitz                                         | 107 m                                               |
| Abzweig geradeaus und ehemals nach links | | Verbindungsbogen nach Abzw Elbgaubad                 | Verbindungsbogen nach Abzw Elbgaubad                |
| Brücke | 102,25 | Auerstraße (18 m)                                    | Auerstraße (18 m)                                   |
| Abzweig geradeaus und von links | | von Leipzig Hbf                                      | von Leipzig Hbf                                     |
| Blockstelle | 102,65 | Coswig (b Dresden) Stw 1 (Bft; früher Coswig Abzw B) | 113 m                                               |
| Bahnhof | (104,17) | Coswig (b Dresden)                                   | 110 m                                               |
| Strecke | | nach Dresden-Neustadt                                | nach Dresden-Neustadt                               |

Die Bahnstrecke Borsdorf–Coswig ist eine Bahnstrecke in Sachsen, die ursprünglich durch die Leipzig-Dresdner Eisenbahn-Compagnie erbaut und betrieben wurde. Sie verläuft großteils entlang der Freiberger Mulde von Borsdorf über Döbeln und Meißen nach Coswig bei Dresden. Sie wurde als Hauptbahn errichtet und war Teil einer Fernverbindung von Leipzig nach Dresden, wird aber heute nur noch für den Güterverkehr und abschnittsweise für den Schienenpersonennahverkehr genutzt.

## Geschichte

### 1860–1945
Meißen besaß seit dem 1. Dezember 1860 eine Anbindung an die Leipzig-Dresdner Eisenbahn durch eine Zweigbahn von Coswig aus. Am 7. Juli 1864 stellte die Leipzig-Dresdner Eisenbahn-Compagnie den Antrag für den Bau einer zweiten Eisenbahnverbindung zwischen Leipzig und Dresden. Vorgesehen war eine Trassierung entlang der Freiberger Mulde über Döbeln nach Meißen, um dort in die bestehende Zweigbahn von Coswig einzumünden. Am 16. Januar 1866 wurde die Konzession zum Streckenbau erteilt, die Arbeiten begannen am 4. August 1865 nahe Borsdorf.
Eröffnungsdaten:
- 14. Mai 1866: Borsdorf–Grimma
- 27. Oktober 1867: Grimma–Leisnig
- 02. Juni 1868: Leisnig–Döbeln
- 25. Oktober 1868: Döbeln–Nossen
- 22. Dezember 1868: Nossen–Meißen

Am 1. Juli 1876 wurde die Leipzig-Dresdner Eisenbahn-Compagnie verstaatlicht und die Strecke gehörte fortan zum Netz der Königlich Sächsischen Staatseisenbahnen. Zwischen 1898 und 1909 wurden die Streckenabschnitte Borsdorf–Großbothen und Döbeln–Coswig zweigleisig ausgebaut. Auch zwischen Großbothen und Döbeln war später noch der Bau des zweiten Gleises begonnen worden. Wegen des Zweiten Weltkrieges wurde allerdings 1939 nur der Abschnitt Großbothen–Tanndorf fertiggestellt.
Eines der größten Neubauvorhaben der Zwischenkriegszeit war die Erneuerung der Elbbrücke in Meißen. Zwischen 1925 und 1926 errichtete dort die Lauchhammer-Rheinmetall AG zwei neuen Stahlfachwerk-Überbauten. Die Brücke wurde am Ende des Zweiten Weltkriegs 1945 gesprengt, aber bald wieder in alter Form aufgebaut. Von 1946 bis 2013 war auf der Brücke nur noch ein Gleis vorhanden.

### 1945–1990
Nach dem Zweiten Weltkrieg wurde ein Gleis der Strecke im Rahmen der Reparationsleistungen für die Sowjetunion abgebaut. Weil auf der Bahnstrecke Leipzig–Dresden zwischen Borsdorf und Coswig das zweite Gleis ebenfalls abgebaut war, wurde ein Ringverkehr genanntes System unter Nutzung beider Strecken eingerichtet. Insbesondere Durchgangsgüterzüge nutzten in Richtung Dresden die Hauptstrecke über Riesa und in Richtung Leipzig die Strecke über Döbeln und Meißen. Wegen der geringeren Streckengeschwindigkeit durch die engen Bögen in den Tälern bezog man schnellfahrende Reisezüge nur in Ausnahmefällen in den Ringverkehr ein. Er endete 1971, nachdem die Strecke Leipzig–Dresden wieder durchgehend zweigleisig ausgebaut und zusätzlich elektrifiziert worden war.
1970 wurde der für den Dresdner Vorortverkehr genutzte Abschnitt Meißen Triebischtal–Coswig elektrifiziert. Am 18. Dezember 1970 begann dort der elektrische Zugbetrieb. Wenig später – im September 1973 – wurde der Streckenabschnitt in das Netz der neu geschaffenen S-Bahn Dresden einbezogen. Fortan wurden sämtliche Reisezugläufe in Meißen gebrochen, wo nun zwischen den Zügen der Relationen Leipzig–Meißen und Meißen Triebischtal–Dresden umgestiegen werden musste. Selbst die zwei auf der Strecke verkehrenden Eilzugpaare fuhren nun nur noch zwischen Leipzig und Meißen. In einigen Fahrplanperioden verkehrten die Eilzüge überhaupt nicht.
Im Dezember 1981 wurde das zweite Gleis zwischen Meißen und Coswig wieder in Betrieb genommen. 1989 erhielt auch der kurze Abschnitt Borsdorf–Beucha eine elektrische Fahrleitung. Am 30. September 1989 wurde dort der elektrische Betrieb aufgenommen. Durch Einbau einer zusätzlichen Kettenwerkslänge zwischen der elektrischen Bahnhofsgrenze auf dem Südkopf des Bahnhofs Beucha und der Autobahnbrücke der heutigen A 14 wurde auch der geplante Weiterbau der Fahrleitung Richtung Großbothen vorbereitet. Er wäre ohne Abschaltungen im Bahnhof Beucha möglich gewesen. Wegen fehlender Nutzung und weil der Bahnhof Beucha mit Veränderung der Gleislagen grundlegend umgebaut werden sollte, wurde das Kettenwerk Mitte 2011 abgebaut. Die Fahrleitungsmasten blieben erhalten, sodass ein Neubau des Kettenwerkes möglich bleibt.

### Nach 1990
Eine völlig neue Situation entstand nach der politischen Wende in der DDR 1989/90. Erstmals seit Jahrzehnten verkehrten wieder durchgehende Eilzüge zwischen Leipzig und Dresden über Döbeln. Zusammen mit den zweistündlich verkehrenden Nahverkehrszügen Leipzig–Meißen existierte ein stündliches Reiseverkehrsangebot. Auch die S-Bahn Dresden – jetzt als Linie S1 (Meißen Triebischtal–Dresden–Schöna) bezeichnet – verkehrt seitdem in einem durchgehenden Halbstundentakt. Im Jahr 2000, nach Gründung des Verkehrsverbundes Oberelbe (VVO) und des Zweckverbands für den Nahverkehrsraum Leipzig (ZVNL), wurde dieses Angebotskonzept aufgegeben. Die zuletzt zwischen Leipzig und Zittau durchgebundenen Eilzüge entfielen am 9. Juni 2001.
Beim Hochwasser im August 2002 wurde die Strecke zwischen Großbothen und Coswig an mehreren Stellen unterbrochen. Am schwerwiegendsten waren die Schäden zwischen Tanndorf und Leisnig. Neben mehreren kleineren Schadstellen wurden bei Tanndorf etwa 500 Meter Strecke mitsamt Bahndamm völlig zerstört. Ab dem 21. August 2004 konnte die Strecke wieder durchgehend genutzt werden. Nach Angaben eines Stadtrats habe der Bund nach dem Hochwasser 2002 45 Millionen Euro in die Strecke investiert.

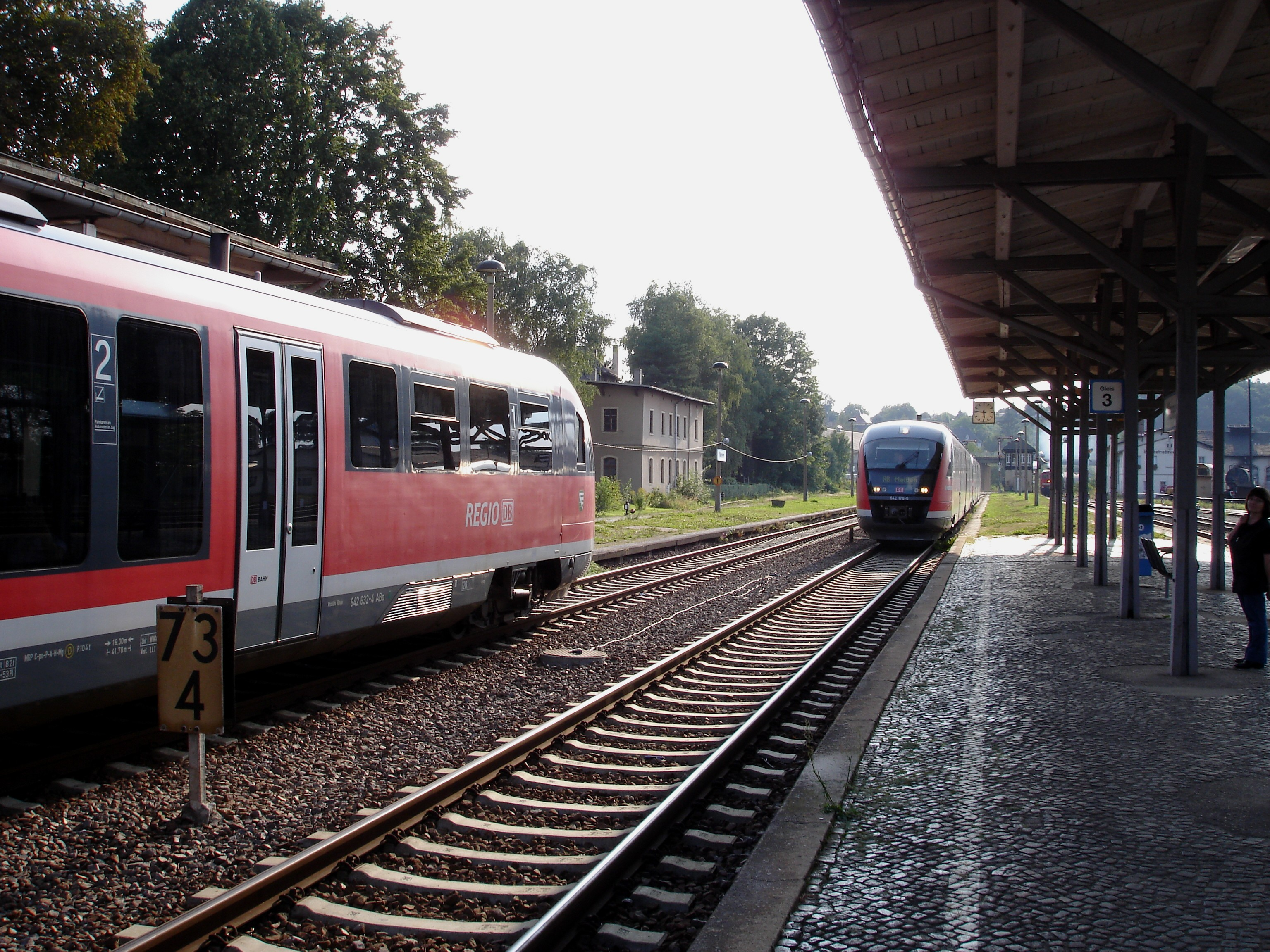
Zugkreuzung in Nossen (2008)

Bis Dezember 2015 bestand das Angebot aus einem Zweistundentakt mit Regionalbahnen zwischen Leipzig und Meißen, der bis Döbeln Hbf früh und nachmittags zur Hauptverkehrszeit zu einem Stundentakt verdichtet wurde. Außerhalb der Hauptverkehrszeit und am Wochenende endete der Stundentakt bereits in Grimma. Bis Juni 2016 kamen Triebwagen vom Typ Siemens Desiro Classic zum Einsatz, in den Hauptverkehrszeiten auch in Doppeltraktion. Weitere Züge verkehrten an Wochentagen morgens und spätnachmittags in einem alternierenden Takt zwischen Leipzig und Grimma. Die Symmetriezeit des Fahrplans lagen zwischen Leipzig und Nossen etwa drei Minuten früher als üblich, wodurch die Umsteigezeiten in Richtung und Gegenrichtung z. B. in Leipzig bis zu acht Minuten abwichen. Im Güterverkehr hatte die Bedeutung der Strecke stark abgenommen. Dieser beschränkt sich im Wesentlichen auf die Bedienung des Tanklagers Rhäsa an der Bahnstrecke Riesa–Nossen.

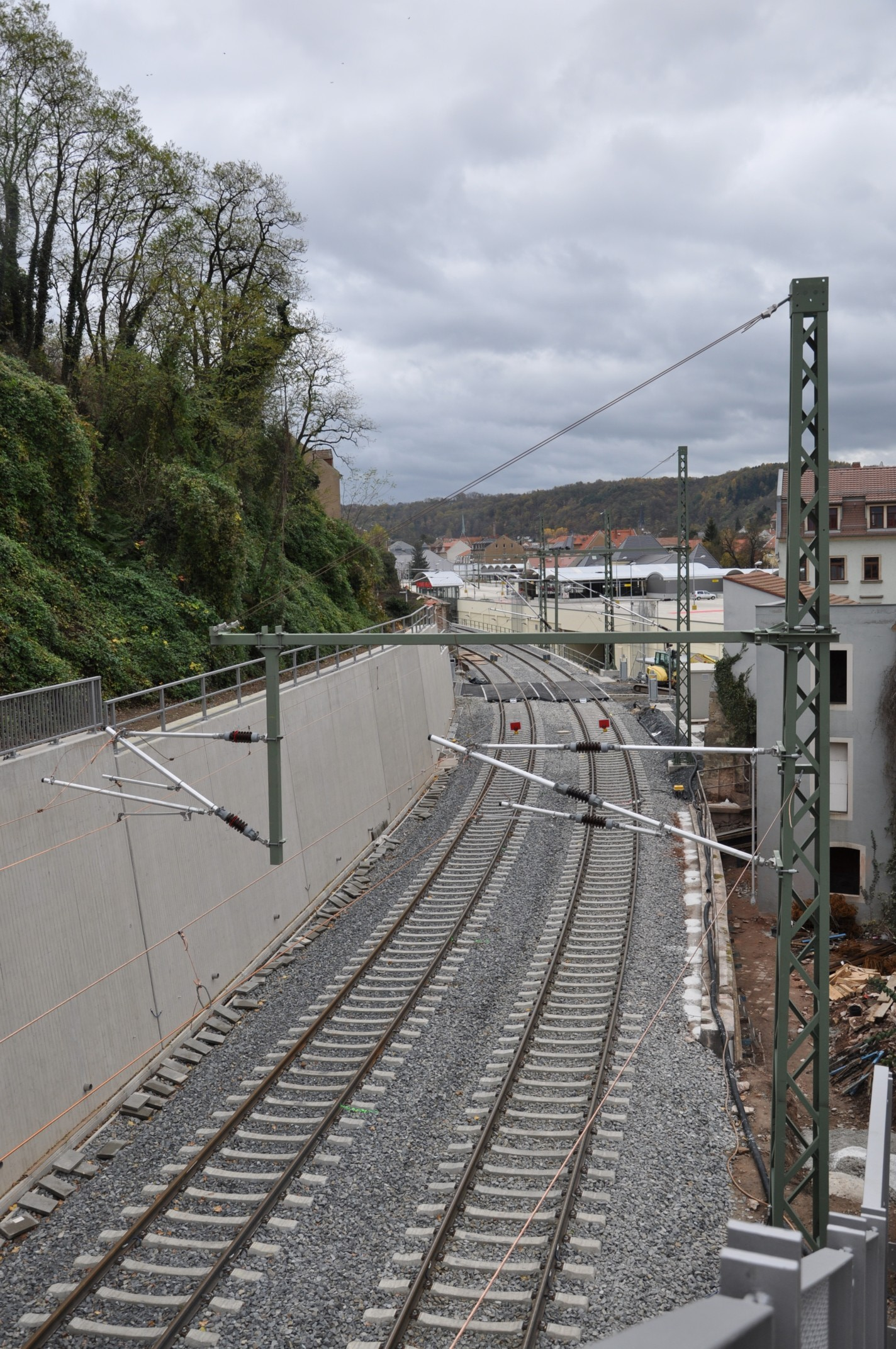
Der neugebaute zweigleisige Abschnitt zwischen Meißen Altstadt und Meißen (November 2013)

Am 2. Mai 2010 wurde der erste Bauabschnitt des elektronischen Stellwerks (ESTW) Muldental mit den ESTW-A Großbothen und ESTW-A Leisnig in Betrieb genommen. Die Steuerung erfolgt aus der zum ESTW-Z umgebauten Unterzentrale in Geithain. Ende Juli 2012 wurde der Anschluss der Bahnhöfe Großsteinberg und Grimma oberer Bahnhof an das ESTW Muldental abgeschlossen. Der Bahnhof Naunhof wurde nach Neubau eines zweiten Außenbahnsteiges im Herbst 2013 Ende November desselben Jahres in das ESTW Muldental einbezogen. Am 9. August 2015 wurde der Bahnhof Beucha als letzter in das ESTW einbezogen.
Ab Herbst 2010 wurden Überlegungen des Verkehrsverbundes Oberelbe (VVO) zur dauernden Einstellung des Schienenpersonennahverkehrs zwischen Nossen und Meißen Triebischtal bekannt. 2010 sammelte eine Bürgerinitiative 14 000 Unterschriften für den Erhalt der Strecke. Laut Angaben einer Bürgerinitiative seien im Jahr 2001 mehr als 1000 Fahrgäste pro Tag gezählt worden; Anfang 2014 seien es noch 400 gewesen. Dazwischen seien die Direktverbindungen bis Dresden und der Stundentakt zu einem Zweistundentakt ausgedünnt worden.
Am 3. Juni 2013 musste der Zugbetrieb zwischen Großbothen und Meißen aufgrund eines Hochwassers eingestellt werden. Nach Behebung der Schäden konnte der Zugverkehr zwischen Döbeln und Meißen Triebischtal am 8. Juni 2013 wieder aufgenommen werden.
Im Jahr 2013 wurde der Ausbau des durch die S-Bahn Dresden genutzten Abschnittes realisiert, wofür der kurze Streckenabschnitt zwischen Meißen Triebischtal und Meißen voll gesperrt wurde. In der Nähe der Meißener Innenstadt entstand der neue Haltepunkt Meißen Altstadt, darüber hinaus wurde im Abschnitt zwischen Meißen Altstadt und Meißen das zweite Gleis wieder eingebaut. Nach Abschluss der Arbeiten verkehren die Züge der Linie S1 seit dem 30. November 2013 wieder durchgängig von und nach Meißen Triebischtal.
Von November 2013 bis Mitte 2014 war die Strecke zwischen Großbothen und Leisnig für die Sanierung des Viadukts über die Mulde bei Kössern unterbrochen. Auf dem betroffenen Abschnitt bestand Schienenersatzverkehr.
Am 28. November 2013 entschieden die Mitglieder des Verkehrsverbundes Oberelbe (VVO) aus wirtschaftlichen Gründen, den Zugverkehr auf der RB-Linie 110 zwischen Meißen und Nossen ab Dezember 2015 einzustellen und durch Omnibusse zu ersetzen. Mit durchschnittlich 13 Fahrgästen pro Zug habe der Abschnitt zwischen Nossen und Meißen zu den besonders schwach nachgefragten im Gebiet des VVO gezählt; seit 2012 seien die Fahrgastzahlen weiter rückläufig gewesen. Mit dem Ersatz der Züge durch ein „optimiertes Busnetz“ erhoffte man sich eine deutliche Verringerung des Zuschussbedarfes. Der VVO bezifferte die Kosten für die Aufrechterhaltung des Verkehrs mit 1,6 Millionen Euro pro Jahr. Ein untersuchter Ausbau des Bahnangebots hätte die Fahrgastzahlen verdoppelt und dabei den Zuschussbedarf verdreifacht.
Am 7. März 2014 beschloss der Verkehrsverbund Mittelsachsen, ab Dezember 2015 keine Züge mehr zwischen Döbeln und Nossen zu bestellen. Zuletzt hätten sie 200 bis 300 Fahrgäste pro Tag. Der Verbund beschloss dabei auch die Einrichtung eines neuen, zentrumsnahen Haltepunktes am Döbelner Körnerplatz. Eine Bürgerinitiative hatte bis März 2014 7000 Unterschriften gegen die Stilllegungspläne gesammelt.
Am 12. Dezember 2015 endete mit dem letzten fahrplanmäßigen Zug der RB-Linie 110 auf dem Abschnitt Meißen Triebischtal–Döbeln der Zugverkehr im Nahverkehr.
Der Zweckverband für den Nahverkehrsraum Leipzig (ZVNL) will auch weiterhin Leistungen des Schienenpersonennahverkehrs zwischen Leipzig und Döbeln bestellen. Am 17. September 2015 veröffentlichte der ZVNL zudem eine Änderung der Ausschreibung zum Dieselnetz Nordwestsachsen / Teil B, der die Verkehrsleistungen vom 12. Juni 2016 bis zum 13. Dezember 2025 wieder räumlich bis zum Haltepunkt Döbeln-Zentrum sicherstellen sollte. Politiker und Bürger warben 2015 in einem Positionspapier dafür, den Personenverkehr dabei statt bis Döbeln-Zentrum zeitgleich wieder bis Roßwein zu verlängern, da dies vom geplanten Fahrplan her umlaufneutral möglich sei. Die Bemühungen, den SPNV zwischen Döbeln Hauptbahnhof und Döbeln-Zentrum (oder gar darüber hinaus) wieder aufzunehmen, waren bislang erfolglos.
Am 12. Juni 2016 übernahm die Transdev Regio Ost unter dem Markennamen „Mitteldeutsche Regiobahn“ den Betrieb zwischen Leipzig und Döbeln.
Nach einem Jahr neues „Busnetz Nossen“ zog der Verkehrsverbund Oberelbe (VVO) im März 2017 eine positive Bilanz. Im Gegensatz zur eingestellten Bahnverbindung, die zuletzt rund 70 000 Fahrgäste pro Jahr beförderte, wurden auf den fünf neu eingerichteten bzw. verstärkten Buslinien im Jahr 2016 über 500 000 Fahrgäste gezählt, 115 500 mehr als im Vorjahr. Für den VVO sank der Zuschussbedarf für die Erbringung der Verkehrsleistungen um die Hälfte auf 740 000 Euro. Zu beachten ist bei den Zahlen, dass aufgrund des Umsteigens in Nossen die Fahrgäste für jede Linie einzeln und damit im Gegensatz zum früher durchlaufenden Bahnverkehr doppelt erfasst werden.

### Döbeln–Meißen: Neuer Infrastrukturbetreiber
Am 28. Juni 2013 veröffentlichte die DB Netz AG ein Angebot zur Abgabe des 37,1 Kilometer langen Streckenabschnitts zwischen Döbeln Hbf (ausschließlich), Nossen und Meißen Triebischtal (ausschließlich) wegen Unwirtschaftlichkeit. Laut diesen Angaben stünden jährlichen Erlösen aus der Infrastruktur in Höhe von rund 1,3 Millionen Euro Kosten für die Vorhaltung der Strecke von rund 2,3 Millionen Euro gegenüber (davon rund 1,4 Millionen für Personal und 0,8 Millionen für Instandhaltung). In den Jahren 2014 bis 2018 stünden ferner Investitionen von rund 24,8 Millionen Euro an. Der Kaufpreis wurde mit 627 990 Euro (netto) angegeben, der jährliche Pachtzins mit 50 239 Euro. Daraufhin entschied DB Netz Mitte 2015, diesen Streckenabschnitt an die Nossen-Riesaer Eisenbahn-Compagnie GmbH (NRE) als Eisenbahninfrastrukturunternehmen zu übergeben. Das Unternehmen war vorher bereits Pächter der Strecke Nossen–Riesa mit dem Anschluss zum Tanklager Neubodenbach.
Die ursprünglich für den 13. Dezember 2015 vorgesehene Übergabe verzögerte sich bis zum 16. April 2016, nachdem bereits 2015 eine erste Verzögerung auf Februar 2016 angekündigt war. Die NRE stufte den übernommenen Streckenteil zur Nebenbahn herab und betreibt den Abschnitt Roßwein–Miltitz-Roitzschen im Betriebsverfahren Signalisierter Zugleitbetrieb. Der Zugleiter sitzt in Nossen, begleitet aber im Regelfall die Zugfahrten mit dem Auto, um die örtlichen Stellwerke und Bahnübergangssicherungsanlagen zu bedienen.

## Ausblick

### Elektrifizierung und S-Bahn-Einbindung zwischen Borsdorf und Döbeln
In den 1980er Jahren wurde die Einbindung Grimmas in das damalige S-Bahn-Netz Leipzig geplant. Der Fahrleitungsbau zwischen Borsdorf und Beucha war eine Vorleistung dafür. Die Fahrleitung endete vor der Brücke der A 14, die letzte Länge nach der elektrischen Bahnhofsgrenze des Bahnhofs Beucha blieb dauerhaft geerdet und sollte den Weiterbau ohne Abschaltungen im Bestandsnetz ermöglichen. Vor den Rückbauten im Bahnhof Beucha im Jahr 2015, nach denen nur zwei Bahnsteiggleise und drei Weichen übrigblieben, wurde die Fahrleitung ab Borsdorf jedoch 2011 wieder abgebaut, ohne jemals genutzt worden zu sein. Der damalige sächsische Wirtschaftsminister Sven Morlok erklärte anlässlich der Inbetriebnahme des S-Bahn-Netzes, dass die Einbindung nicht vor 2025 zu erwarten sei. Mittlerweile ist kein Inbetriebnahmedatum mehr konkret.
Das im Sommer 2020 beschlossene Strukturstärkungsgesetz Kohleregionen sieht eine Machbarkeitsstudie zur Elektrifizierung für den Abschnitt Borsdorf – Grimma (– Döbeln) vor.
Im Sommer 2023 vergab der zuständige Aufgabenträger ZVNL die Verkehrsleistungen zwischen Leipzig und Döbeln für die Zeit ab dem 13. Dezember 2026 bis zum Dezember 2038 an die DB Regio. Eingesetzt werden sollen Akkumulatortriebzüge vom Typ Mireo Plus B von Siemens mit 100 Sitz- und 169 Stehplätzen, welche zwischen Leipzig Miltitzer Allee und Borsdorf im Fahrleitungsbetrieb verkehren, dabei zusätzlich die Akkumulatoren laden. Die Akkumulatoren versorgen die Triebwagen zwischen Borsdorf und Döbeln.

### Geplante Wiederinbetriebnahme des Personenverkehrs zwischen Döbeln und Meißen Triebischtal
Am 13. November 2018 beschloss der Verkehrsverbund Oberelbe auf seiner Verbandsversammlung, dass man eine Wiederaufnahme des Schienenpersonennahverkehrs zwischen Döbeln und Meißen „aktiv und konstruktiv“ unterstützen werde. Hintergrund des Sinneswandels waren die Planungen des Freistaates Sachsen, zukünftig zusätzliche Mittel für die Entwicklung des öffentlichen Personennahverkehrs im ländlichen Raum bereitzustellen.
Für den Schienenpersonennahverkehr zwischen Döbeln und Meißen wurden schließlich im sächsischen Landeshaushalt finanzielle Mittel in Höhe von zwei Millionen Euro für das Jahr 2019 und jeweils drei Millionen Euro für die Folgejahre bis 2024 vorgesehen. Laut Michael Harig, dem damaligen Zweckverbandsvorsitzenden des Verkehrsverbundes Oberelbe, würden diese Mittel jedoch noch nicht einmal die Trassenkosten decken. Die Verbandsversammlung des Verkehrsverbundes Oberelbe beschloss am 5. März 2019 die weitere Aufwertung der beiden zwischen Döbeln und Nossen verkehrenden Buslinien zum sogenannten „PlusBus“, was geradezu diametral zum erklärten Ziel der Staatsregierung stand, den Schienenpersonennahverkehr in dieser Relation wieder aufzunehmen. Der sächsische Landtagsabgeordnete Henning Homann benannte diese Politik „als einen der Gründe, weshalb die Verkehrsverbünde in den letzten Jahren zurecht in der Kritik standen.“ Es bestärkt ihn in seiner Auffassung, dass Sachsen diese Kleinstaaterei bei den Verkehrsverbünden beenden muss und dringend ein Landesverkehrsverbund gebraucht wird.
Das vom Ministerium für Wirtschaft, Arbeit und Verkehr (SMWA) beauftragte Kostengutachten des Planungsbüros Bahnkonzept Dresden zur Bahnstrecke Döbeln-Meißen-Dresden wurde im Juli 2020 vorgestellt. Der Verkehrsverbund Mittelsachsen beschloss daraufhin, Verkehrsleistungen auf der Strecke zu bestellen, wenn die Finanzierung sichergestellt sei. Die Zugverbindung zwischen Döbeln und Dresden soll nunmehr (auch aus vergaberechtlichen Gründen) als RE 11 geführt werden und nur noch Döbeln, Roßwein, Nossen, Meißen und Coswig bedienen. Im sächsischen Doppelhaushalt für die Jahre 2021 und 2022 wurden die dazu notwendigen finanziellen Mittel bereitgestellt.
Die Kosten zur Instandsetzung und Modernisierung der Teilstrecke Döbeln–Meißen als Voraussetzung zur Wiederaufnahme eines planmäßigen SPNV werden Stand 2022 mit etwa 38 Millionen Euro beziffert. Neben der Erneuerung von Gleisen und technischen Anlagen beinhaltet die Summe insbesondere den Ersatz der veralteten und personalintensiv zu bedienenden mechanischen Stellwerke auf den Bahnhöfen durch elektronische Stellwerke (ESTW). Laut Streckenbetreiber NRE wäre es jedoch auch möglich, das mechanische Stellwerk im Bahnhof Nossen weiter zu betreiben und nur die Bahnhöfe Roßwein, Deutschenbora und Miltitz-Roitschen auf ESTW-Technik umzustellen. Eine zweite Variante des Planungsbüros Bahnkonzept wäre die Errichtung eines elektronischen Stellwerks in Nossen, über das der zu reaktivierende Streckenabschnitt dann zentral gesteuert werden würde.
Am 17. August 2021 gab Sachsens Verkehrsminister Martin Dulig bekannt, dass die Verbindung Döbeln–Meißen eine von fünf Strecken in Sachsen ist, die das SMWA „intensiv und detailliert auf eine Aktivierungsmöglichkeit“ für den Schienenpersonennahverkehr untersuchen wolle. Bei einer Durchbindung der Züge von Döbeln nach Dresden wird zwischen Döbeln und Meißen täglich mit bis zu 900 Fahrgästen gerechnet, bei einer Brechung des Verkehrs in Meißen geht man immer noch von 500 bis 800 Reisenden am Tag aus.
Im August 2022 schlossen die NRE und das Sächsische Staatsministerium für Wirtschaft, Arbeit und Verkehr einen Vertrag mit dem Streckenbetreiber NRE, der die Finanzierung dringend notwendiger Arbeiten am Streckengleis zwischen Nossen und Meißen Triebischtal beinhaltet. Für den Austausch von etwa 10 000 Betonschwellen werden etwa 3,5 Millionen Euro benötigt, von denen der Freistaat Sachsen die Hälfte übernimmt. Die andere Hälfte soll über das SGFFG-Förderprogramm des Eisenbahn-Bundesamtes finanziert werden. Obwohl die Investition vorrangig dem Güterverkehr zum Tanklager Neubodenbach dient, wird sie seitens des Ministeriums auch als vorgezogene Investition in die Wiederaufnahme des Reiseverkehrs betrachtet. Allerdings wurde bis zum Frühjahr 2024 noch nicht mit den Bauarbeiten begonnen, der Abschnitt Döbeln – Nossen wurde bereits auf das Jahr 2025 oder später verschoben. Der früheste Termin für eine Reaktivierung  wird vom nunmehr beauftragten Planungsbüro Schüßler-Plan im November 2030 gesehen, was in der Region Döbeln von einer parteiübergreifenden Gruppe unter Leitung des CDU-Abgeordneten Rudolf Lehle grundsätzlich und als „schleppender Prozess“ kritisiert wird.
Sowohl VMS als auch VVO verwiesen im Herbst 2023 darauf, dass sie für die SPNV-Bestellung mehr Regionalisierungsmittel vom Freistaat Sachsen benötigen.
Im Jahr 2024 wurde die Vorplanung abgeschlossen, dabei wurde auch der Nachweis der Wirtschaftlichkeit erbracht. Prognostiert werden etwe 900 Reisende täglich.

## Streckenbeschreibung

### Verlauf
Die Strecke zweigt in Borsdorf von der Strecke Leipzig–Dresden in Richtung Südosten ab und führt ohne engere Bogenradien durch landwirtschaftlich genutztes Gebiet. Nachdem in Beucha die nur noch im Güterverkehr genutzte Strecke nach Trebsen abgezweigt ist, unterquert sie die Bundesautobahn 14 und führt durch das Landschaftsschutzgebiet Naunhofer Forst, wobei sich auf der östlichen Seite die der Naherholung dienenden Kiesseen erstrecken. Vor Grimma, wo die Strecke erstmals auf den Lauf der Mulde trifft, wird die neu erbaute Umgehungsstraße B 107n unterquert. Nach dem Bahnhof Grimma ob Bf führt die Strecke in das Muldental, damit gibt es im weiteren Verlauf nur noch wenige gerade Abschnitte. Vor Großbothen wird der Nordteil des Landschaftsschutzgebietes Colditzer Forst durchquert, bevor die 1,5 Kilometer langen Betriebsanlagen des Bahnhofes erreicht werden und die Bundesstraße 107 überquert wird. Auf der Nordseite des Inselbahnhofes beginnt die stillgelegte Muldentalbahn, die an der Ausfahrt die Strecke Borsdorf–Coswig überquert und noch auf etwa einem Kilometer Länge parallel verläuft, bevor sie nach Süden in Richtung Colditz abzweigt. Bei Kössern wechselt die Strecke erstmals auf das Nordufer der Mulde, bis sie bei Röda wieder auf die Südseite wechselt. An der Ausfahrt des Bahnhofes Leisnig erfolgt erneut der Wechsel auf die nördliche Flussseite und anschließend die Durchquerung des Landschaftsschutzgebietes Freiberger Mulde–Zschopau. In etwa 400 Metern Entfernung werden die Ruinen des Klosters Buch passiert, bevor die Strecke an der Mündung der Zschopau wieder auf die Südseite der Freiberger Mulde wechselt, vor Döbeln auf die Strecke aus Chemnitz trifft und gemeinsam mit ihr die Bundesstraße 169 unterquert.
Den Keilbahnhof von Döbeln verlässt die Strecke in südöstlicher Richtung und durchquert das südliche Stadtgebiet, während die Riesaer Strecke nach Nordosten abzweigt. An der Bahnhofsausfahrt wird die Bundesstraße 175 überquert. Ab dem Haltepunkt Döbeln Zentrum wechselt die Strecke mehrere Male das sich verengende Tal der Freiberger Mulde. Hinter Niederstrieges nähert sich die abgebaute Trasse der früheren Strecke aus Niederwiesa an und folgt der Bahnstrecke Borsdorf–Coswig auf etwa zwei Kilometern Länge bis zum in einer Kurve gelegenen Bahnhof Roßwein. Nach einer weiteren zweimaligen Querung der Freiberger Mulde nähert sich von Norden das Anschlussgleis des Tanklagers Rhäsa an, das ab Höhe des Klosters Altzella parallel verläuft, gemeinsam mit der Strecke und der aus Süden herannahenden Zellwaldbahn die B 175 unterquert und in den Bahnhof Nossen einmündet. An der Ausfahrt des Nossener Bahnhofes wird ein letztes Mal die Freiberger Mulde überquert, die Bundesstraße 101 niveaugleich gekreuzt und über einen Steigungsabschnitt entlang der Waldhufensiedlung Eula das Meißner Hochland erreicht. Ab Deutschenbora, dem höchsten Punkt, wendet sich die Strecke in Richtung Nordosten, unterquert die Bundesautobahn 14 und schwenkt in das landschaftsgeschützte Tal der Triebisch ein. Ab hier folgt sie auf etwa zehn Kilometern Länge dem Fluss durch die Garsebacher Schweiz, vorbei am sich 60 Meter über dem Tal erhebenden Götterfelsen bis zum Bahnhof Meißen Triebischtal, wo die von der S-Bahn Dresden genutzte Fahrleitung beginnt. Nach Überqueren der Elbe mitsamt der Bundesstraße 6 und des Bahnhofes Meißen wendet sich die nunmehr zweigleisige Strecke wieder nach Südosten, führt durch locker bebautes Flachland und trifft zwischen Weinböhla und Coswig wieder auf die Bahnstrecke Leipzig–Dresden.

### Betriebsstellen
Beucha

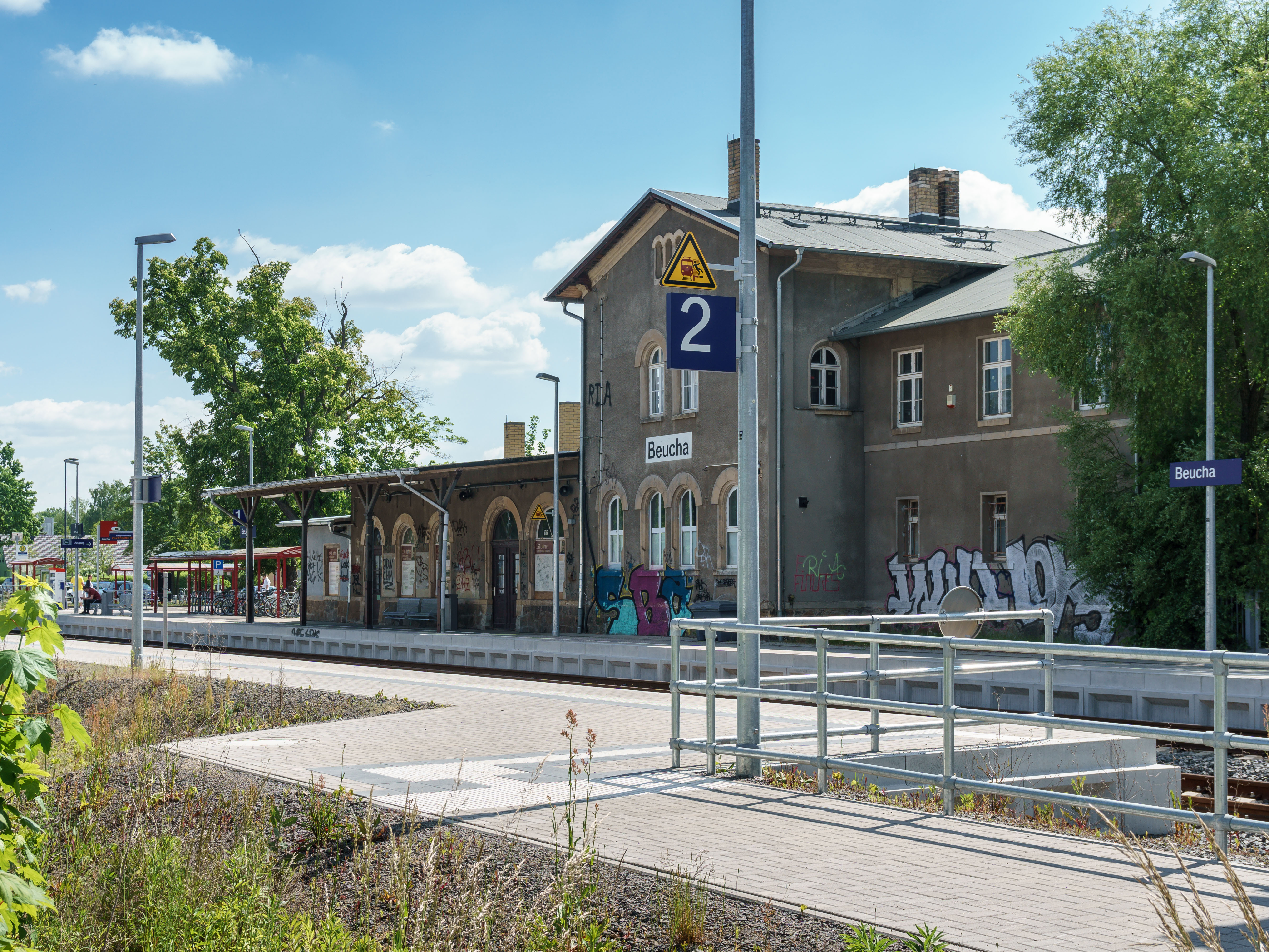
Bahnhof Beucha (nach der Modernisierung)

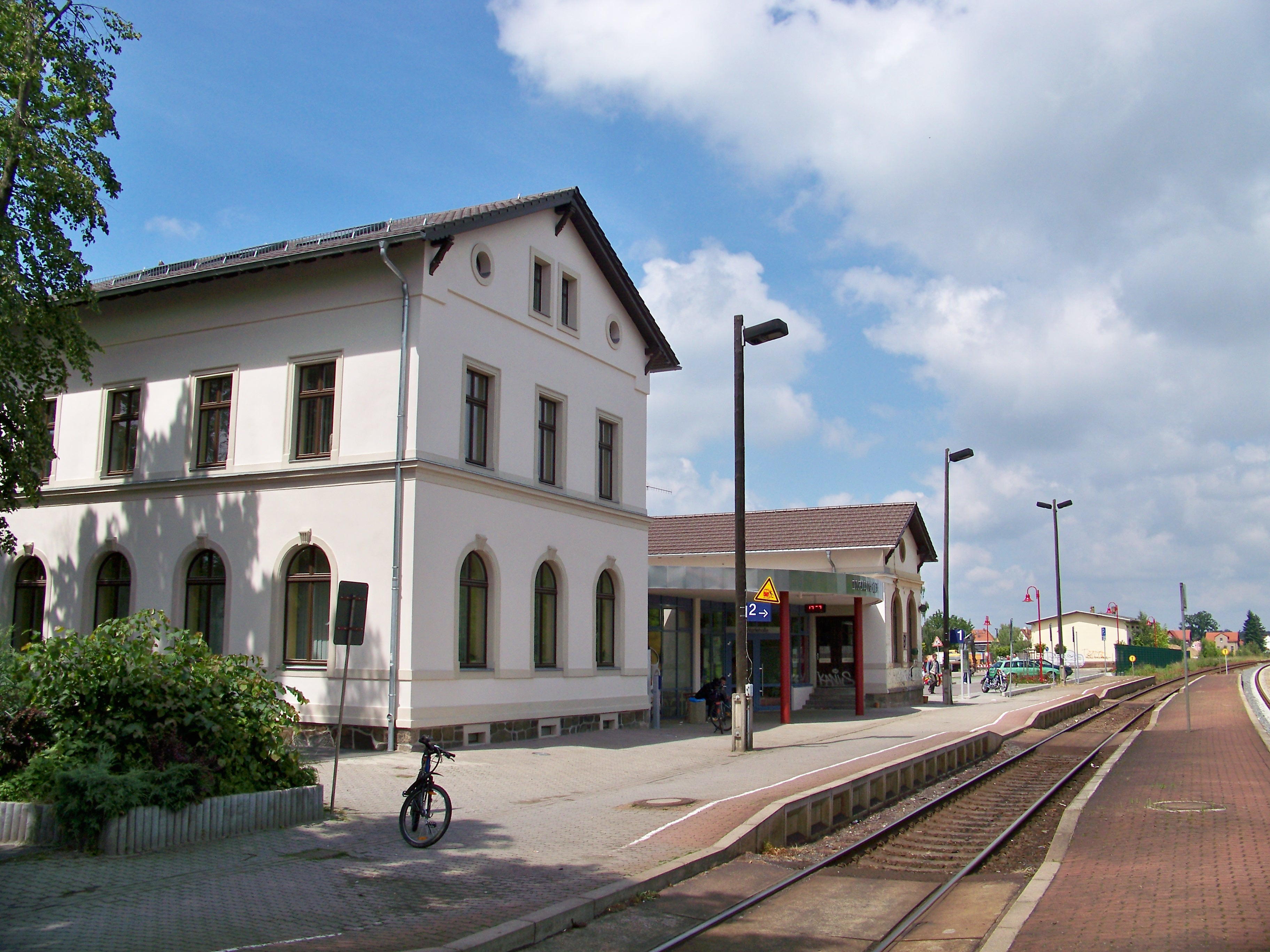
Bahnhof Naunhof (vor der Modernisierung)

Von den einst umfangreicheren Gleisanlagen des Bahnhofs Beucha sind nur noch zwei Gleise in Betrieb. Wegen der Umstellung auf elektronische Stellwerkstechnik musste der Zwischenbahnsteig entfernt und durch einen neuen Außenbahnsteig ersetzt werden. Zudem wurde auch der Hausbahnsteig modernisiert. Beide haben eine Länge von 140 Metern sowie eine Höhe von 55 Zentimetern. Vom nördlich gelegenen Bahnübergang Brandiser Straße gibt es einen barrierefreien Zugang. Die Ein- und Ausfahrt von Zügen Richtung Brandis ist nur vom östlichen Ausweichgleis möglich.
Nach dem teilweisen Neubau der Sicherungstechnik um 1939 bestanden in Beucha vier mechanische Stellwerke, Bn an der Brandiser Straße, das Befehlsstellwerk Ba an der Trennung der Strecken Richtung Naunhof und Brandis, Bs an der Kleinsteinberger Straße (Bauform Jüdel, übernommen von der Vorgängeranlage) und Bo an der Wurzner Straße Richtung Brandis. Mit dem Ausbau der Weichen Richtung Brandis entfiel das Stellwerk Bo schon um 1970. Der in der zweiten Hälfte der 1980er Jahre begonnenen Umbau zu einem Gleisbildstellwerk blieb nach den politischen Veränderungen um 1990 stecken. Das Gebäude für einen Relaisraum mit Stromversorgungsanlage war hinter dem Befehlsstellwerk Ba errichtet worden, doch blieb er bis zum Schluss bis auf zwei Gestellreihen leer. Das Gleisbildstellpult auf diesem Stellwerk wurde voll bestückt geliefert, genutzt wurde es jedoch nur zu einem kleinen Teil.
Naunhof
Wegen der Umstellung auf elektronische Stellwerkstechnik musste im Bahnhof Naunhof der Zwischenbahnsteig entfernt und durch einen neuen Außenbahnsteig ersetzt werden, der eine Länge von 147 Metern sowie eine Höhe von 550 Millimetern hat. Am Hausbahnsteig wurden nur die Absenkungen für die Reisendenübergänge entfernt, sodass dieser immer noch eine Länge von 156 Metern sowie eine Höhe von lediglich 380 Millimetern aufweist. Bis in die 1990er Jahre gab es in Naunhof drei Hauptgleise, Ortsgüteranlagen mit Ladestraße und einen Anschluss zum Spannbetonwerk. Bis zur Inbetriebnahme des elektromechanischen Stellwerkes der Bauform E12/78 1987 bestand im Bahnhof Naunhof als Relikt des zweigleisigen Betriebes auf der Strecke Richtungsbetrieb. Vorher bestanden im Bahnhof Naunhof drei Stellwerke. Im Empfangsgebäude befand sich das Befehlsstellwerk N, Bauform Bruchsal I mit zentraler Signal- und Bolckbedienung sowie Riegeln für sämtliche in Fahrstraßen liegenden Weichen. Die meisten Riegel- und Signalhebel waren zusätzlich platzsparende Umschalthebel mit Wendegetriebe für zwei Drehrichtungen. Das Stellwerk Nn auf der Nordseite, Bauform Einheit, enthielt die Weichen-. einen Hilfsfahrstraßenhebel und die Schrankenwinden für den Wegübergang Wurzener Straße. Im Zug der Aufhebung dieses Stellwerkes erhielt der Wegübergang Wurzener Straße als Posten 8 eine elektrische Vollschrankenanlage eVs 63b. Das Stellwerk Ns auf der Südseite enthielt nur zwei Weichenhebel der Bauform Jüdel und die Schrankenwinden für den Wegübergang Großsteinberger Straße. In der ersten Modernisierungsstufe wurden die Hauptsignale mit Ausnahme der Ausfahrsignale Richtung Beucha Lichtsignale, die beiden Weichen des Südkopfes wurden elektrisch mit einer Bauweicheneinrichtung eingebunden, die Ns-Schranke erhielt als Posten 9 Dresdener Winden und Straßensignale mit rotem Blinklicht. Damit konnte der Dienstposten Ns aufgehoben werden.
Großsteinberg
Da der Bahnhof Großsteinberg bereits vor der Umstellung auf elektronische Stellwerkstechnik zwei Außenbahnsteige besaß, wurden diese nicht baulich verändert. Beide sind 340 mm hoch sowie 134 bzw. 162 Meter lang.
Im Regelbetrieb kreuzen die Regionalbahnzüge zwischen Leipzig und Döbeln kurz nach der halben Stunde im Bahnhof Großsteinberg.
Vor der Umstellung auf das eStw bestanden im Bahnhof Großsteinberg das Befehlsstellwerk G im Bahnhofsdienstbebäude und das Wärterstellwerk Go an der Grethener Straße. Beide waren mechanische Stellwerke der Bauform Einheit. Das Stellwerk G wurde um 1970 zum Typenprojekt Mechanisches Stellwerk mit elektrisch ferngestellten Weichen und Lichtsignalen unter Nutzung von Relaisanlagen der Gleisbildstellerksbauform GS II DR. Die beiden Spitzenweichen 1 und 2 erhielten elektrische Antriebe, die Signale A, Va, B und C wurden Hl-Lichtsignale. Für die Unterbringung der Relaiseinrichtungen wurde eine Beton-Fertigteilgarage errichtet. Das mechanische Hebelwerk blieb für die Fahrstraßensicherung erhalten, die Weichen wurden mit Schlüsselsperren und Hebelbankschlössern einbezogen. Die Signalfahrtstellung erfolgte mit der Fahrstraßenfestlegung, die hier erprobten Schaltungen wurden in der Folge in vielen mechanischen Stellwerken der DR angewendet.
Grimma ob Bf ⊙

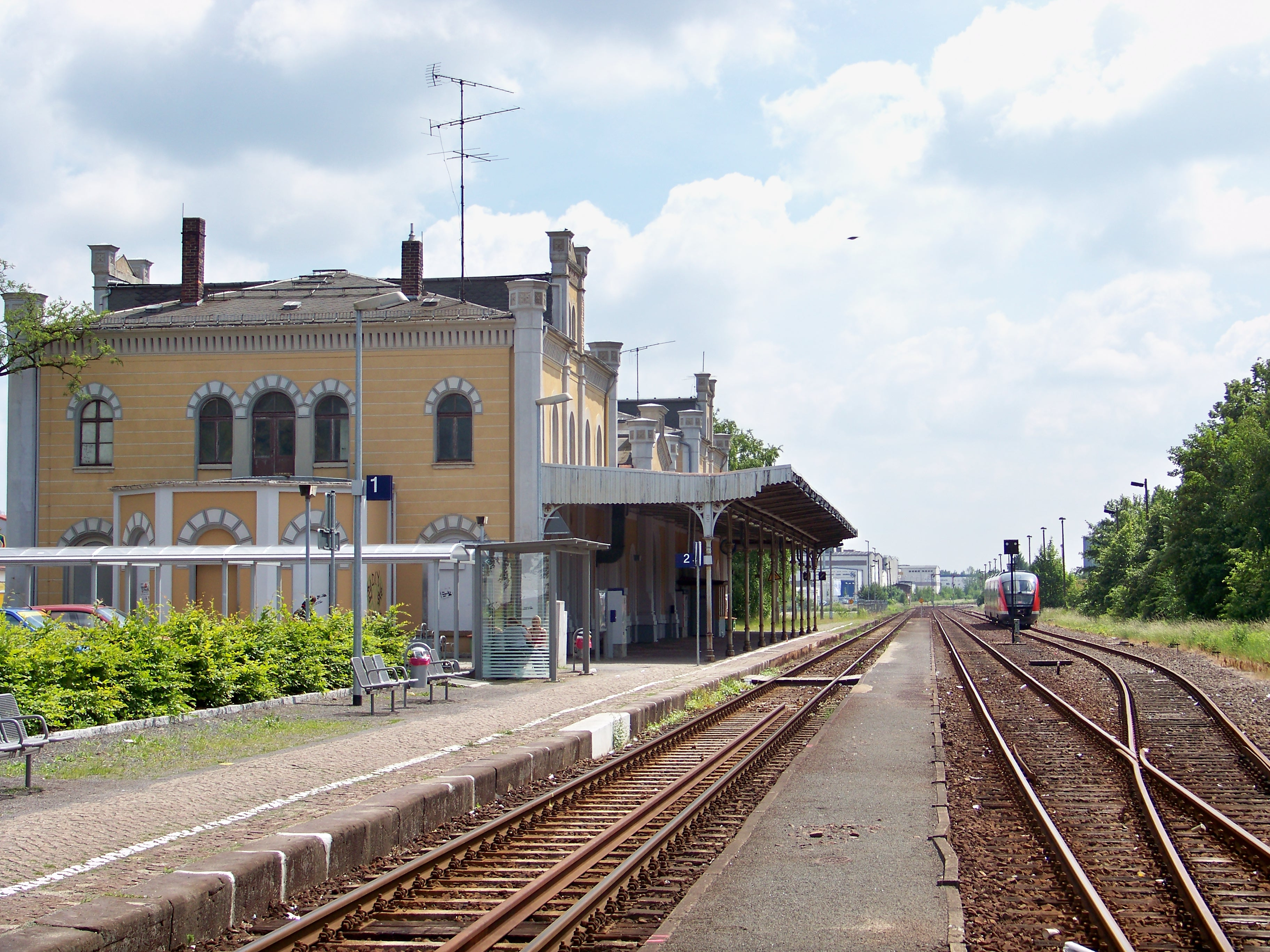
Grimma ob Bf (vor der Modernisierung)

Grimma ob Bf wurde am 1. Juni 1866 unter dem Namen Grimma eröffnet. Nach der Eröffnung des Abschnitts Großbothen–Wurzen der Bahnstrecke Glauchau–Wurzen im Jahr 1877 wurde der Bahnhof Grimma in Grimma ob Bf umbenannt, da die Muldentalbahn mit Grimma unt Bf am rechten Muldenufer nun auch eine Station in der Stadt hatte. Mit der Einstellung des Bahnverkehrs auf der Muldentalbahn (Abschnitt Grimma unt Bf–Nerchau) im Jahr 1967 ist Grimma ob Bf der einzige Bahnhof der Stadt. Der Bahnhof hatte drei Hauptgleise, zusätzliche Ortsgüteranlagen und einen Anschluss zum Chemieanlagenbau Leipzig–Grimma. Für den Bau des Wohngebietes Grimma-Süd wurde Ende der 1970 eine Umladeanlage zur Anlieferung der Großtafelelemente gebaut. Bis zum Bau des elektronischen Stellwerkes bestanden im Bahnhof Grimma ob Bf die beiden mechanischen Stellwerke Gn und Gs, beide in der Stellwerksbauform Jüdel in sächsischer Ausführung mit Hebelgrundstellung unten und sächsischem Bahnhofsblock. Der Fahrdienstleiter war gleichzeitig als Aufsicht tätig, sein Arbeitsort war die Befehlsstelle G. Sie wurde um 2000 unter Beibehaltung der Schaltungen und des Funktionsumfanges auf das Stellwerk Gn verlegt, damit erteilte sich der Fahrdienstleiter selbst Befehle. Dadurch entfiel der Dienstposten der Aufsicht.
Für den Bau des elektronischen Stellwerks musste der Zwischenbahnsteig durch einen Außenbahnsteig ersetzt werden, welcher eine Höhe von 550 Millimetern sowie eine Länge von 140 Metern hat. Dieser wird für den derzeitigen Regelbetrieb nicht benötigt. Der Hausbahnsteig wurde zunächst nicht erneuert. Er hatte eine Höhe von 380 Millimetern sowie eine Länge von 204 Metern. Am 23. Juli 2018 erteilte das Eisenbahn-Bundesamt die Plangenehmigung für den Neubau des Hausbahnsteigs auf einer Länge von 155 Metern mit einer Höhe von 550 Millimetern. Darin ist der Erhalt des vorhandenen Bahnsteigdachs und auch die Herstellung eines Zugangs zum derzeit ungenutzten Empfangsgebäude enthalten. Die Bauarbeiten fanden im September und Oktober statt. Zur Abstellung der Taktverdichterzüge zwischen Leipzig und Grimma erhielt der Bahnhof ein Kehrgleis, das jedoch nur an das Stammgleis 1 angebunden ist.
Das Empfangsgebäude befindet sich seit 2016 im Eigentum der Stadt, die es weiterverkaufen will.
Großbothen ⊙

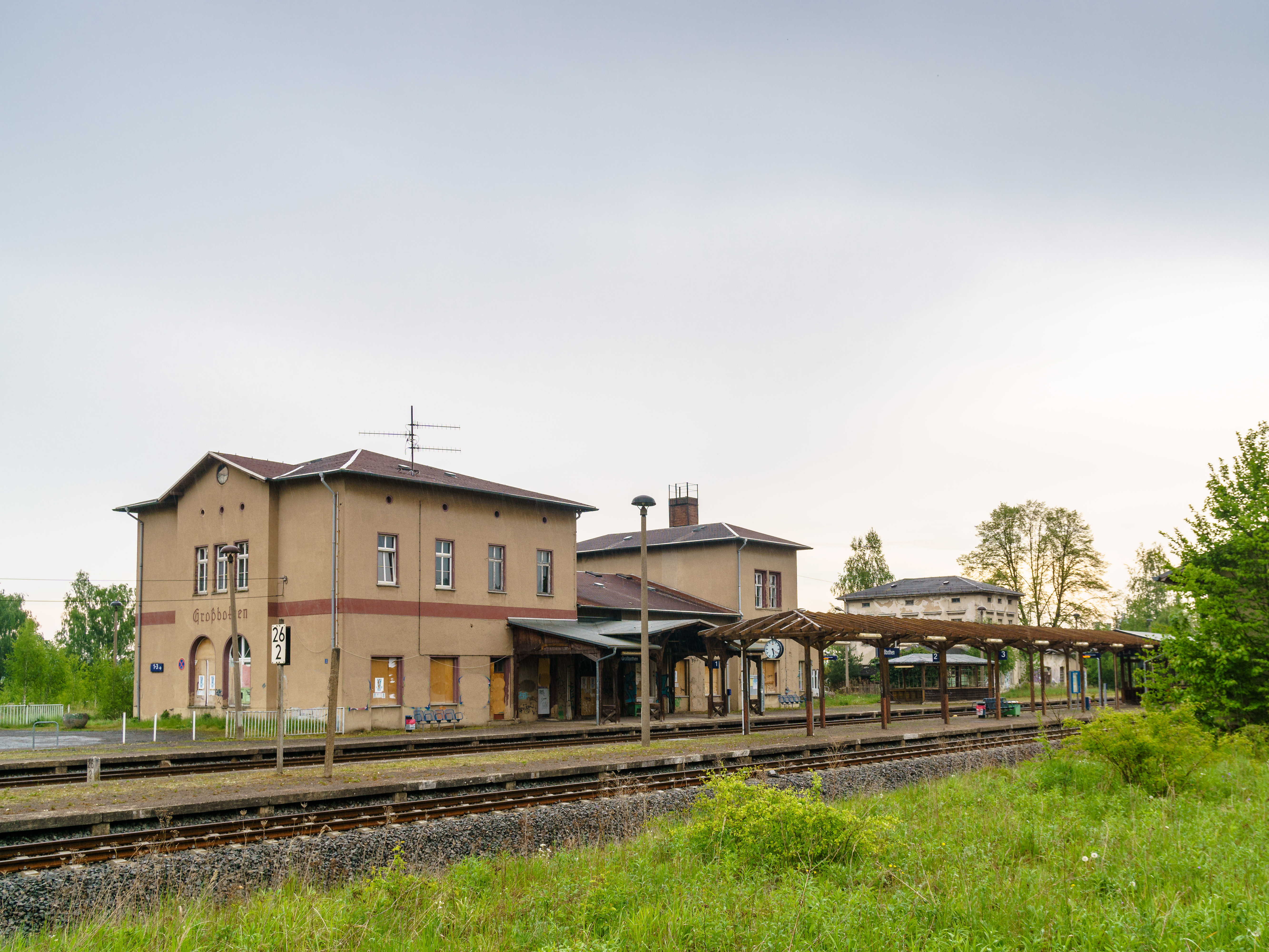
Bahnhof Großbothen, Empfangsgebäude (2017)

Der Bahnhof Großbothen wurde 1867 mit dem Teilstück Grimma–Leisnig der Bahnstrecke Borsdorf–Coswig der Leipzig-Dresdner Eisenbahn-Compagnie eröffnet. Obwohl sich die Station auf der Flur von Kleinbothen befindet, war sie anfangs als „Bahnhof für Colditz in Großbothen“ vorgesehen. Die Verbindung zu Colditz wurde durch Postkutschen hergestellt. Mit der Eröffnung der Strecke Glauchau–Wurzen (9. Dezember 1875: Abschnitt Rochlitz–Großbothen, 30. Juni 1877: Abschnitt Großbothen–Wurzen) wurde Großbothen zum Eisenbahnknoten, auch das Empfangsgebäude in Insellage entstand zu dieser Zeit. Auf der Nordseite liegen die Gleise der Muldentalbahn, auf der Südseite die der Strecke Borsdorf–Coswig. Schon zu dieser Zeit wurde an der Bahnstrecke Borna–Großbothen geplant, die nach langer Bauzeit erst 1937 eröffnet wurde. Seit der Inbetriebnahme der »Querbahn« Borna–Großbothen bestanden im Bahnhof vier mechanische Stellwerke. Für die Strecke Borsdorf–Coswig waren auf dem Westkopf (Richtung Borsdorf) das Stellwerk 1 und auf dem Ostkopf das Stellwerk 3, gleichzeitig Befehlsstellwerk für den gesamten Bahnhof, zuständig.
Bereits nach dem Zweiten Weltkrieg verlor Großbothen mit der Unterbrechung der Strecke Richtung Wurzen und dem Abbau der Strecke Borna–Großbothen an Bedeutung. Um 1980 wurde das Stellwerk 2 geschlossen, der Westkopf auf der Muldentalbahnseite erhielt elektrisch ferngestellte Weichen und Lichtsignale, sie wurden an das Stellwerk 1 angebunden. Kurz nach 1990 entfiel das mittlere der bis dahin drei Bahnsteiggleise der Muldentalbahn. Der Reiseverkehr auf dem Abschnitt Colditz–Großbothen der Muldentalbahn wurde am 27. Mai 2000 eingestellt. Bei den Vereinfachungen der Anlagen zur Vorbereitung des Baues des elektronischen Stellwerkes entfielen die Verbindungen zwischen der Muldentalbahn und der Strecke Borsdorf–Coswig auf dem Ostkopf. Seit 2010 ist ein elektronisches Stellwerk (ESTW) des Herstellers Alcatel in Betrieb, der Bedienplatz befindet sich im Bahnhof Geithain. Das mittlere der drei Bahnsteiggleise auf der BC-Seite blieb zwar erhalten, doch wurden die Weichen festgelegt, wodurch es nicht mehr benutzbar war. Seit 2014 sind wieder drei Bahnsteiggleise auf der Seite der Strecke Borsdorf–Coswig in Betrieb, zudem ist eins der an die DRE verpachteten Gleise auf der Muldentalbahnseite durch Zugfahrten von und nach Grimma ob Bf erreichbar. Das Stellwerk 4 wurde nicht in das ESTW einbezogen und blieb erhalten.
Haus- und Mittelbahnsteig haben eine Höhe von 380 Millimetern sowie eine Nutzlänge von 192 Metern. Der Zugang zum Inselbahnsteig ist nur durch eine Unterführung möglich und nicht barrierefrei.
Tanndorf

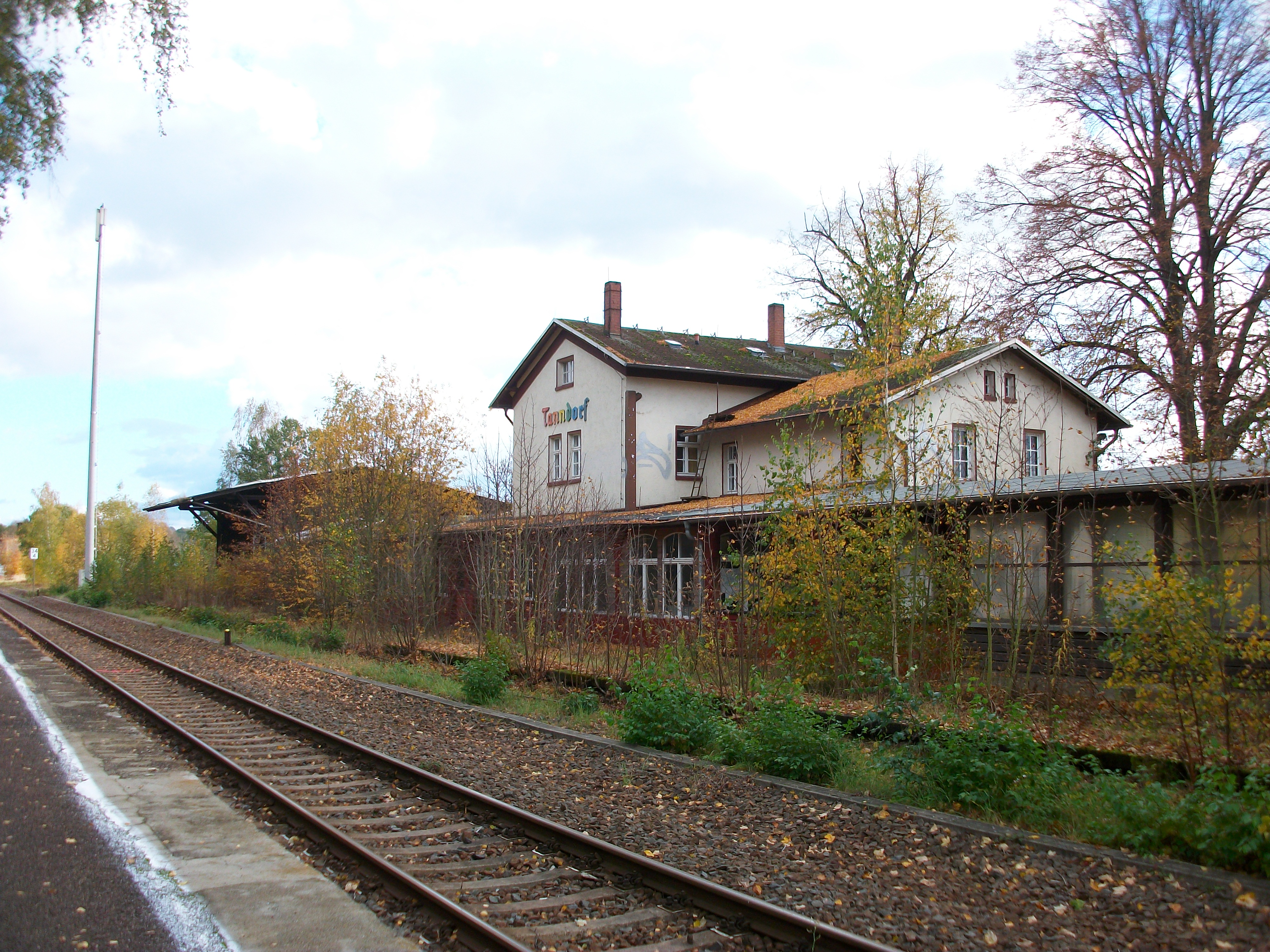
Haltepunkt Tanndorf, Empfangsgebäude (Gleisseite) (2020)

Der Bahnsteig des Haltepunkts Tanndorf ist 182 Meter lang sowie 340 Millimeter hoch.
Leisnig

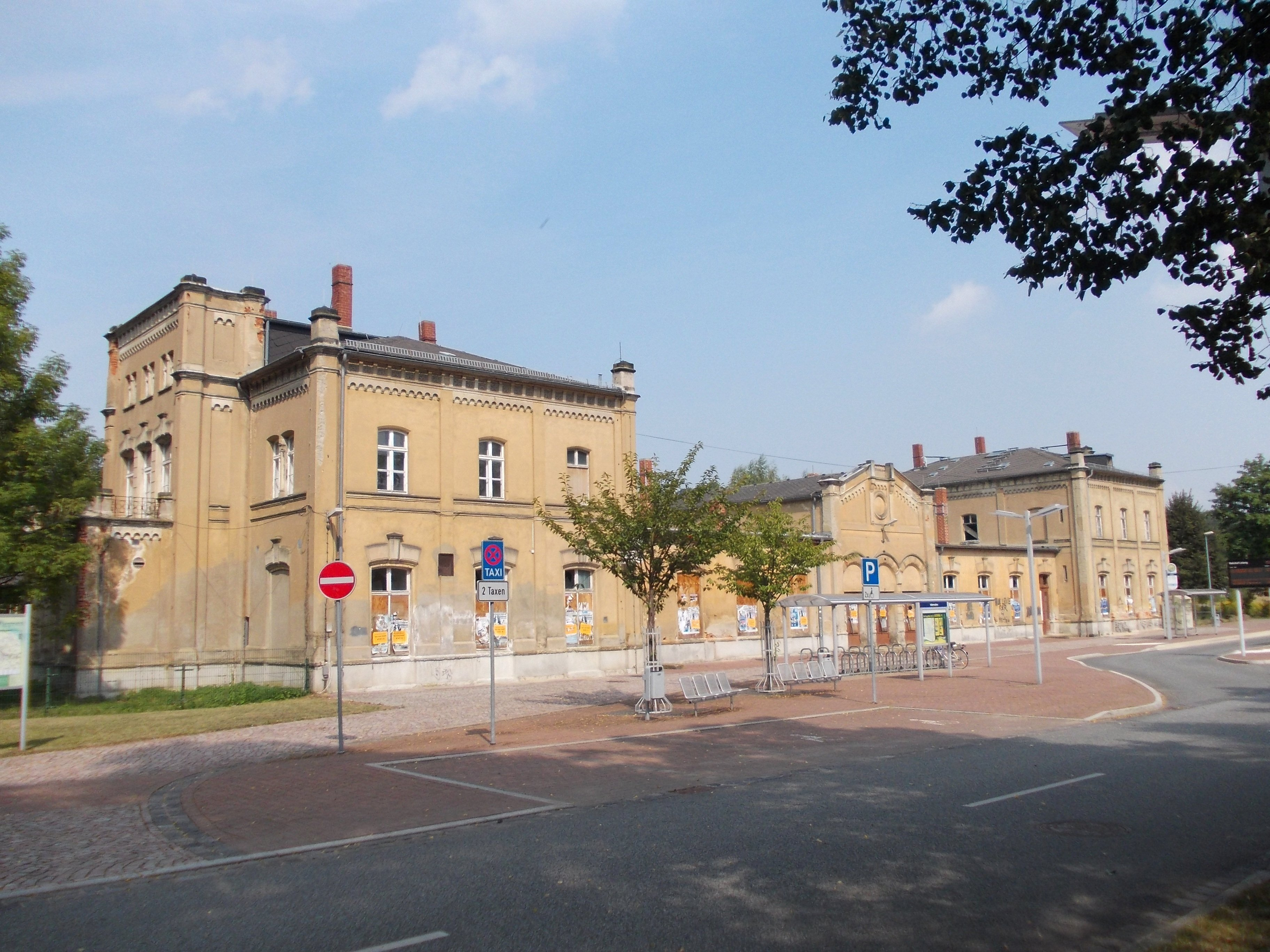
Bahnhof Leisnig, Empfangsgebäude (2013)

Im Bahnhof Leisnig bestanden bis zum Bau des elektronischen Stellwerkes zwei mechanische, das Befehlsstellwerk der Bauform Einheit in einem Anbau des Empfangsgebäude und ein Wärterstellwerk auf dem Ostkopf. Weil der zweigleisige Ausbau des fehlenden Abschnittes Tanndorf–Leisnig beim Bau des Befehlsstellwerkes bereits in Arbeit war, wurde der Westkopf des Bahnhofes nur provisorisch unter Beibehaltung der ortsgestellten Weichen mit einer gemeinsamen Riegelleitung eingebunden. Trotzdem wurde im Bahnhof schon vorbereitend ein Richtungsbetrieb eingerichtet. Damit war ein zusätzlicher Außenweichenwärter erforderlich. Beim Umbau der Strecke im Rahmen der zentralen Oberbauerneuerung in den 1970ern änderte sich an dieser den Betrieb erschwerenden Situation ebenfalls nichts.
Das Empfangsgebäude des Bahnhofs Leisnig wurde 2014 vom Schweizer Erwin Feurer erworben, vor weiterem Verfall gesichert und einer partiellen Nutzung zugeführt. Dies wird aber immer wieder von Vandalen torpediert. Der Hausbahnsteig sowie der über eine nicht barrierefreie Unterführung erreichbare Zwischenbahnsteig sind 172 Meter lang und 340 Millimeter hoch.
Im Regelbetrieb kreuzen die Regionalzüge zwischen Leipzig und Döbeln montags bis freitags kurz nach der vollen Stunde im Bahnhof Leisnig.
Klosterbuch
Der Bahnsteig des Haltepunkts Klosterbuch ist 170 Meter lang sowie 34 Zentimeter hoch.
Westewitz-Hochweitzschen
Der Bahnsteig des Haltepunkts Westewitz-Hochweitzschen ist 142 Meter lang sowie 34 Zentimeter hoch.
Döbeln Hbf ⊙

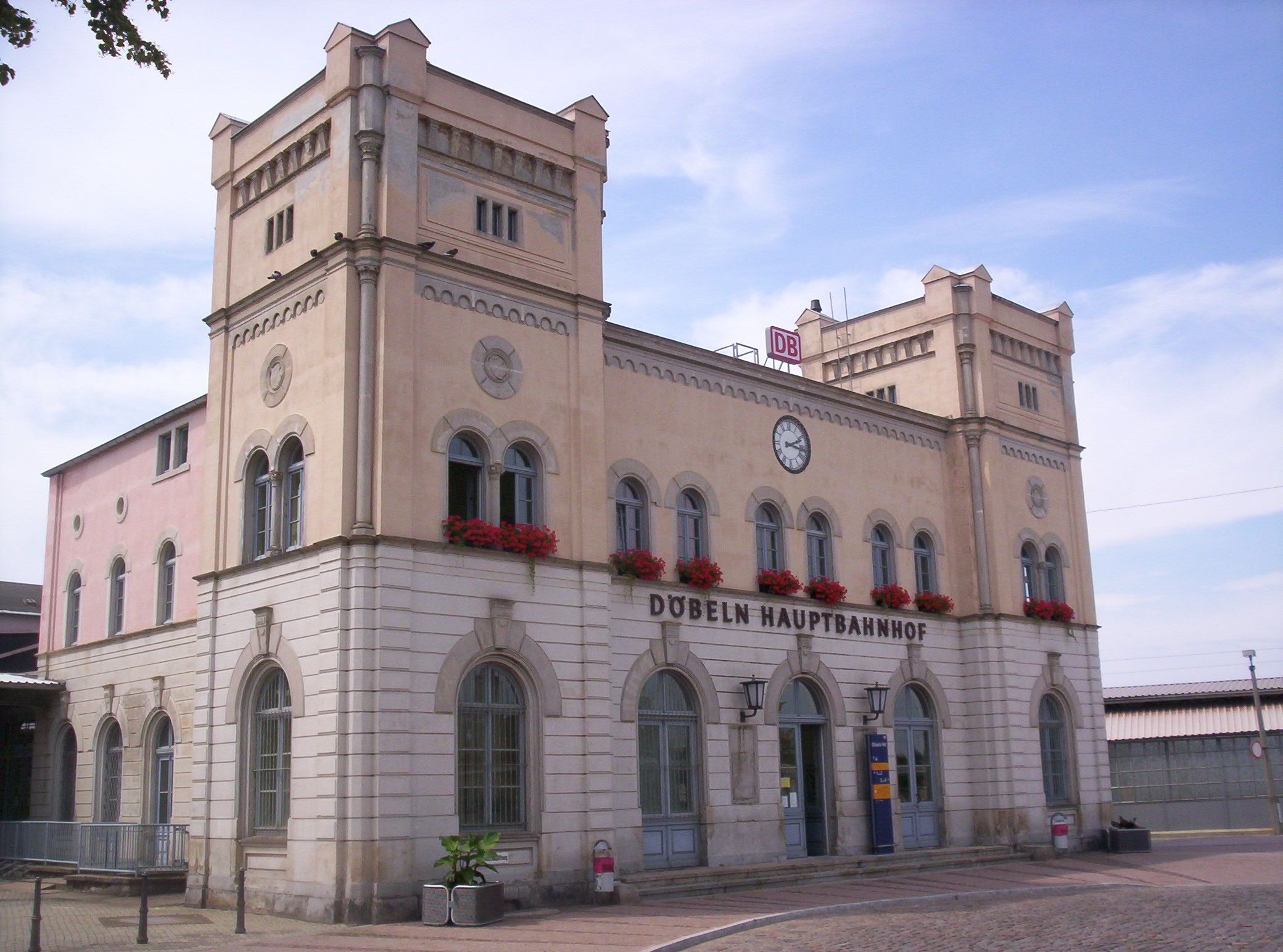
Döbeln Hbf, Empfangsgebäude (2008)

In Döbeln Hbf kreuzen sich die Bahnstrecken Borsdorf–Coswig und Riesa–Chemnitz. Er wurde am 2. Juni 1868 mit einem provisorischen Gebäude eröffnet. Das Empfangsgebäude von 1870 ist bis heute original erhalten und steht unter Denkmalschutz. Zwischen dem Bahnhof und der zwei Kilometer entfernten Innenstadt verkehrte von 1892 bis 1926 die Döbelner Pferdebahn.
Von den Personenzügen auf der Bahnstrecke Borsdorf–Coswig können die beiden Bahnsteige südlich in Keillage gelegenen Empfangsgebäudes genutzt werden. Vom Hausbahnsteig 1 mit einer Länge von 202 Metern sowie einer Höhe von 28 Zentimetern ist der Zwischenbahnsteig 2 mit einer Länge von 130 Metern sowie einer Höhe von 260 Millimetern über einen höhengleichen Reisendenübergang erreichbar.
Döbeln Zentrum ⊙

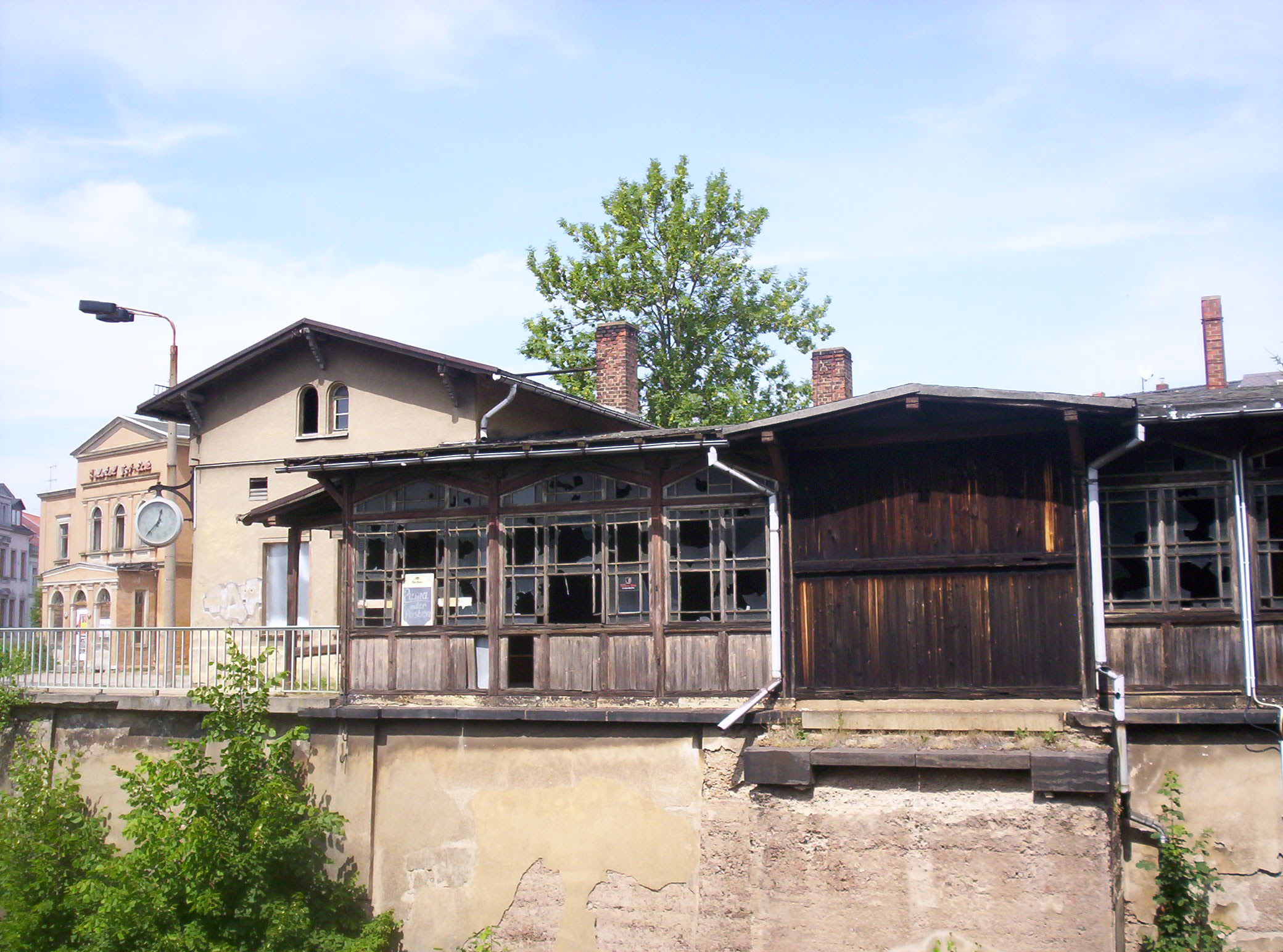
Ehemaliges Empfangsgebäude Hp Döbeln Zentrum (2008)

Der Haltepunkt Döbeln Zentrum stellt den direkten Bahnzugang zur Döbelner Innenstadt dar. Im Jahr 1868 wurde die Station als Döbeln Haltepunkt eröffnet, 1905 erfolgte die Umbenennung in Döbeln Ost. Zwischenzeitlich wurde der Haltepunkt zum Bahnhof mit Ortsgüteranlagen für die Versorgung der örtlichen Industrie ausgebaut. Nach dem Abbau des zweiten Streckengleises zwischen Döbeln und Meißen wurde nur noch der nördliche Bahnsteig genutzt, nach der zentralen Oberbauerneuerung Mitte der 1970er Jahre der südliche. In den 1990er Jahren wurde der Bahnhof wieder zum Haltepunkt zurückgebaut. Seit dem 21. August 2004 trägt er den Namen Döbeln Zentrum. Die Gleise verliefen ursprünglich bis 1904 auf Straßenniveau, bevor mit dem Bau eines Einschnittes um sechs Meter abgesenkt wurden. Für die Roßweiner Straße entstand in diesem Zusammenhang eine Brücke. Da das Bahnhofsgebäude (heute ungenutzt) sein Niveau behielt, wurde eine zusätzliche Fußgängerbrücke als Bahnsteigzugang errichtet. Dieser Zugang zum südlichen Bahnsteig wurde im Rahmen der Oberbauerneuerung in den 1970er Jahren entfernt. Seitdem ist die Treppe zum Bahnsteig von der Roßweiner Straße zugänglich. 
Niederstriegis ⊙

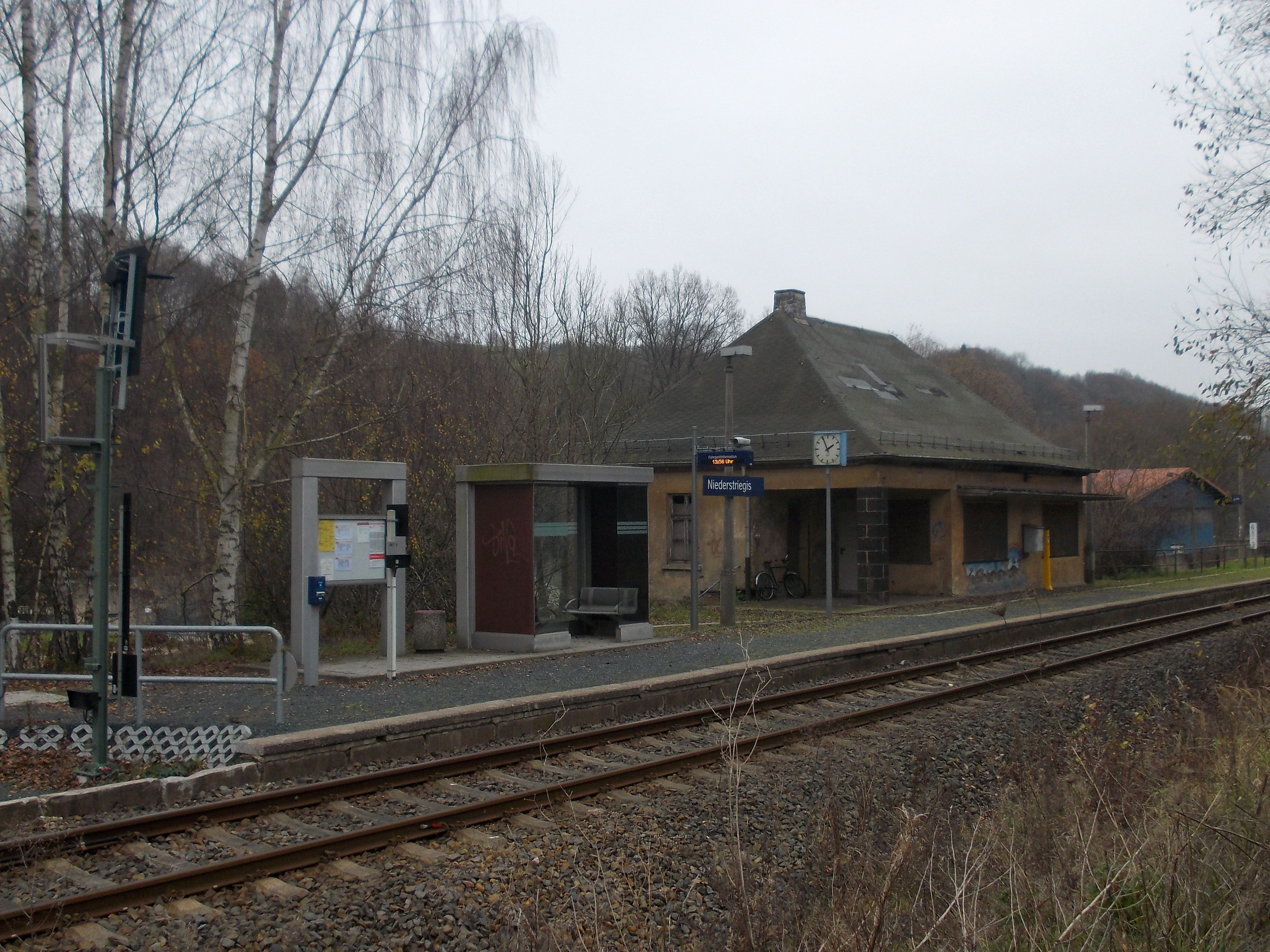
Haltepunkt Niederstriegis

Die Haltestelle Niederstriegis wurde am 1. Mai 1873 eröffnet. Die Station wurde 1905 zum Bahnhof hochgestuft. Seit 1969 war sie nur noch ein Haltepunkt. Mit der Einstellung des Personenverkehrs auf dem Abschnitt Döbeln–Meißen Triebischtal ist die Station seit dem 12. Dezember 2015 ohne planmäßigen Halt.
Roßwein ⊙

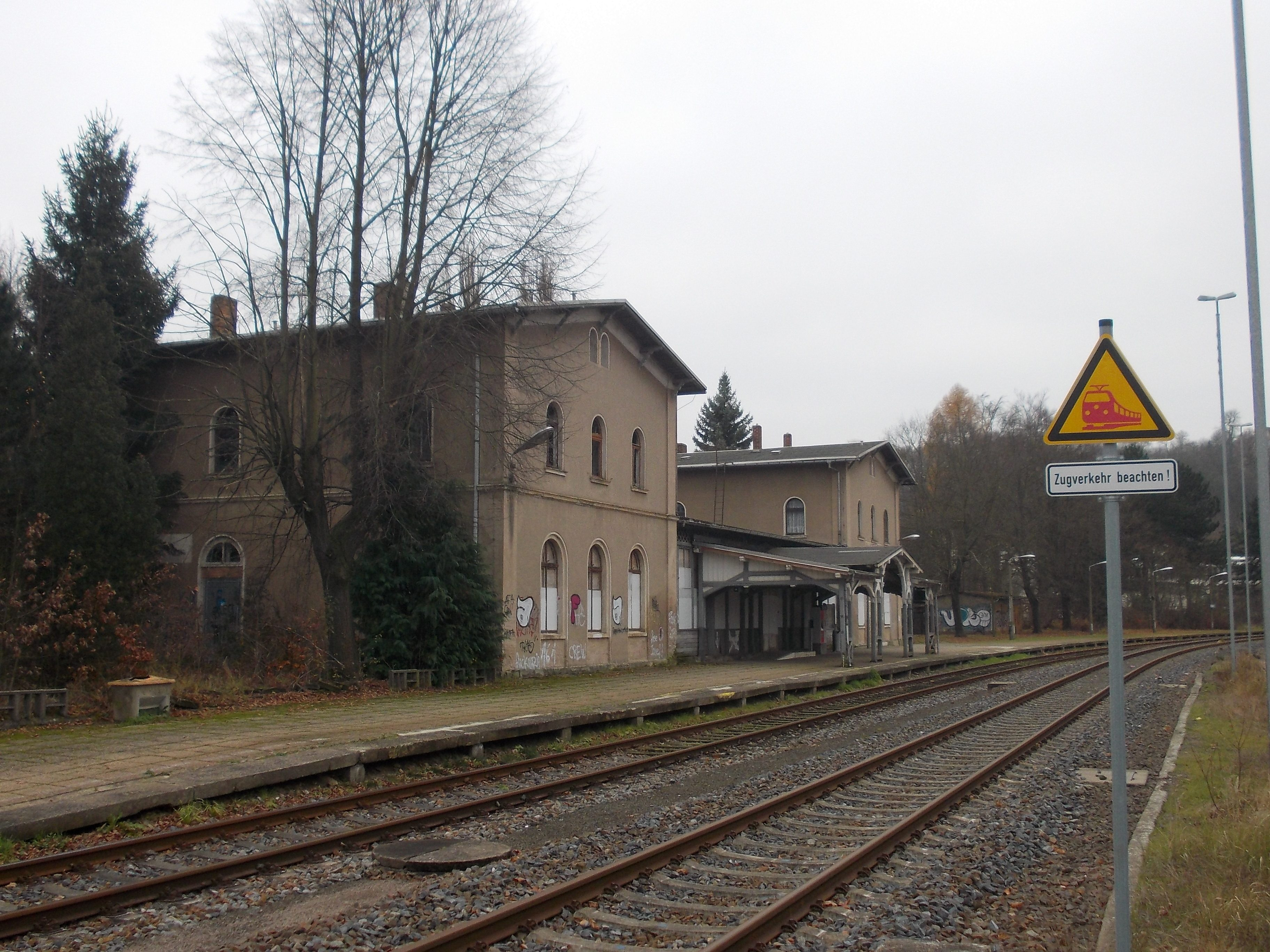
Bahnhof Roßwein

Der Bahnhof Roßwein wurde am 25. Oktober 1868 mit Eröffnung des Abschnitts Döbeln–Nossen der Bahnstrecke Borsdorf–Coswig in Betrieb genommen. Zwischen 1872 und 1998 verkehrten vom Bahnhof Roßwein Personenzüge über die Bahnstrecke Roßwein–Niederwiesa über Hainichen und Frankenberg/Sa. in Richtung Niederwiesa. Das Empfangsgebäude befindet sich mittlerweile in Privatbesitz.
Gleisberg-Marbach ⊙

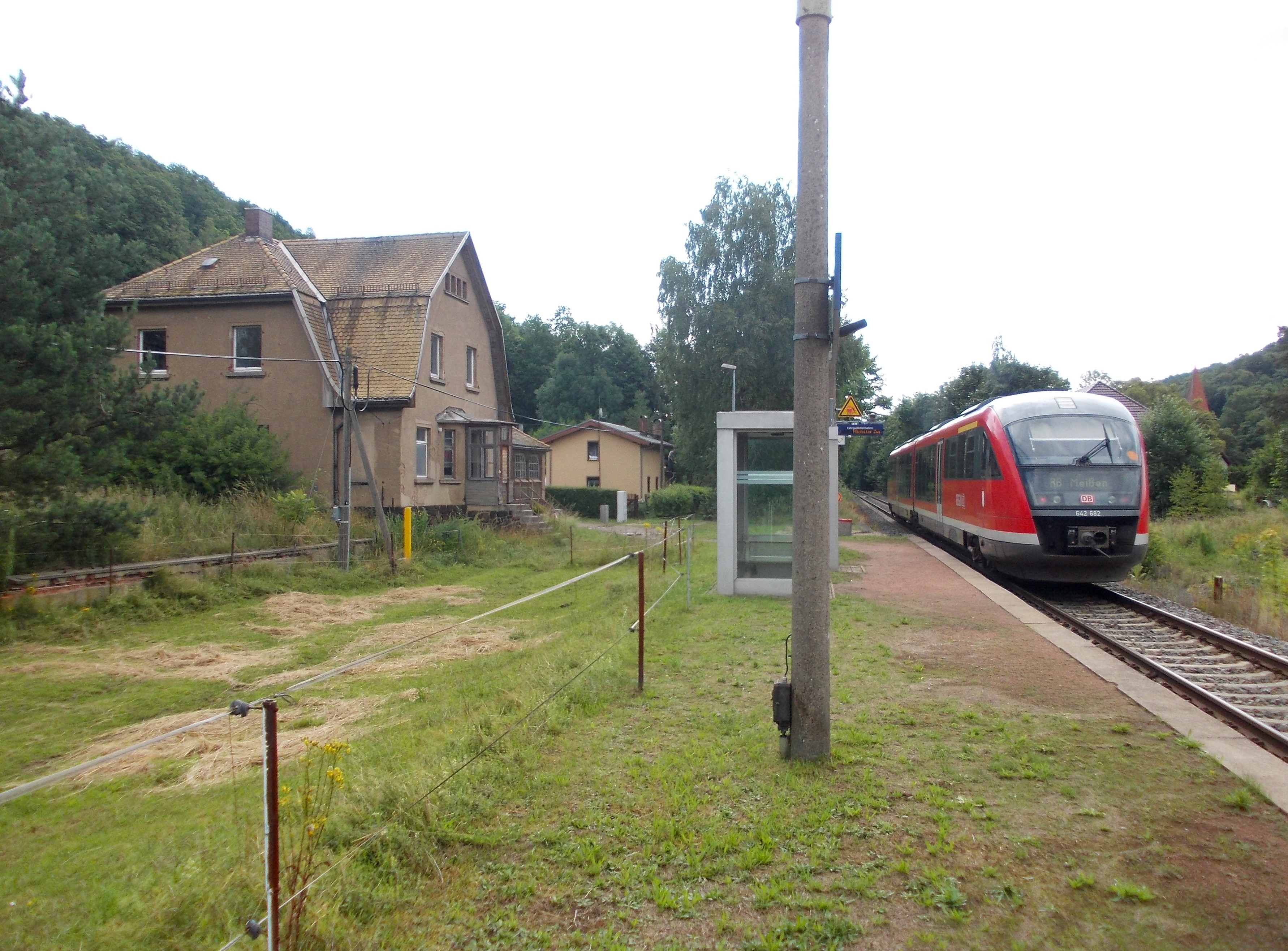
Haltepunkt Gleisberg-Marbach

Der Haltepunkt Gleisberg-Marbach wurde am 1. Oktober 1904 eröffnet. Im Jahr 1915 erfolgte die Ernennung zum Bahnhof und 1969 die Herabstufung zum Haltepunkt. Mit der Einstellung des Personenverkehrs auf dem Abschnitt Döbeln–Meißen Triebischtal ist die Station seit dem 12. Dezember 2015 ohne planmäßigen Halt.
Nossen ⊙

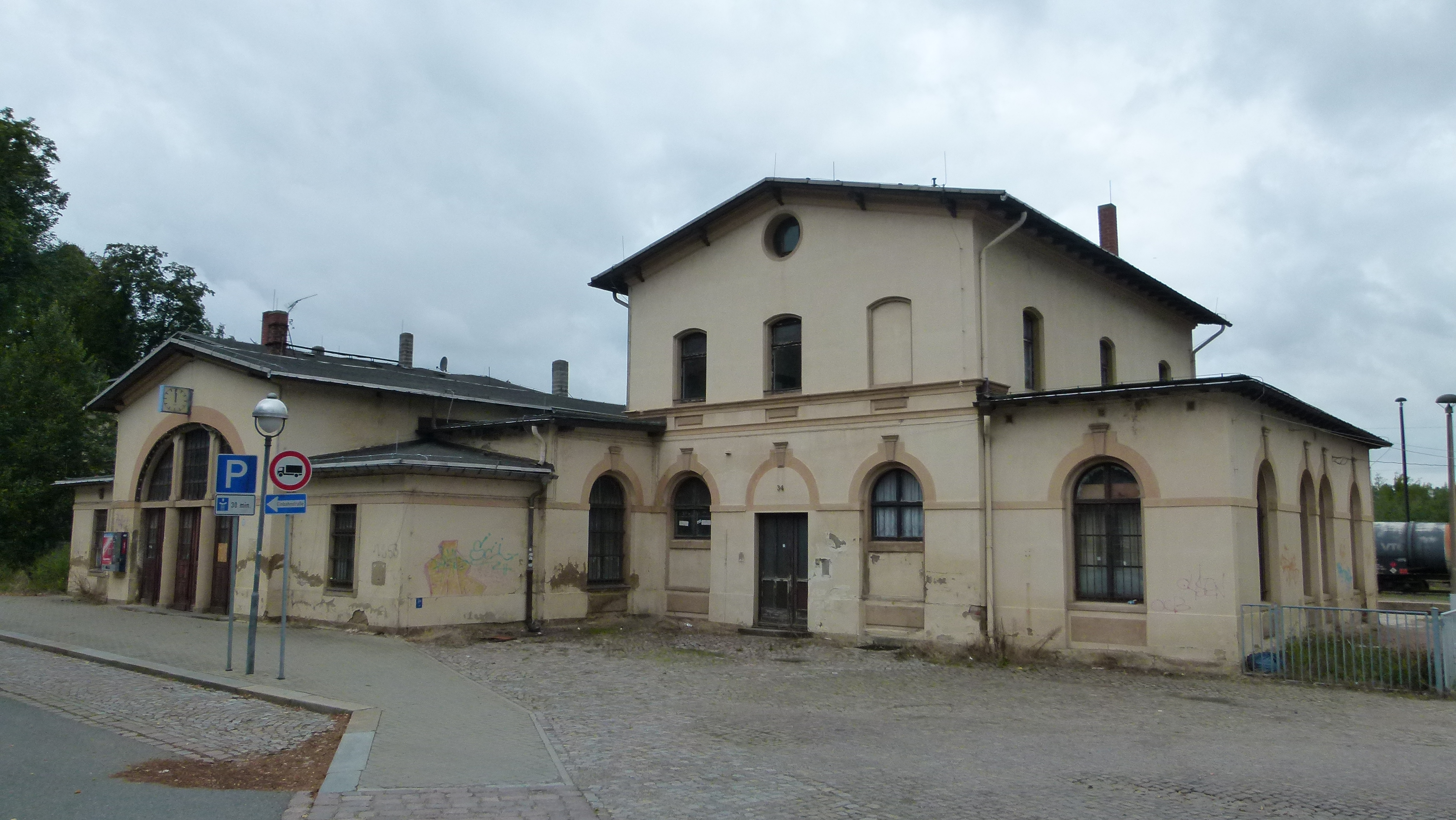
Bahnhof Nossen

Der Bahnhof Nossen wurde durch die LDE am 25. Oktober 1868 als Teil der Bahnstrecke Borsdorf–Coswig eröffnet. Mit dem Bau der Strecken nach Freiberg (1873) und Riesa (1877/1880) wurde er zu einem bedeutenden regionalen Eisenbahnknoten mit großem Bahnbetriebswerk, das bis in die 1990er Jahre bestand. Seit der Einstellung des regulären Schienenpersonennahverkehrs in der Relation Döbeln–Meißen im Dezember 2015 dient er nurmehr dem Güterverkehr.
Deutschenbora ⊙

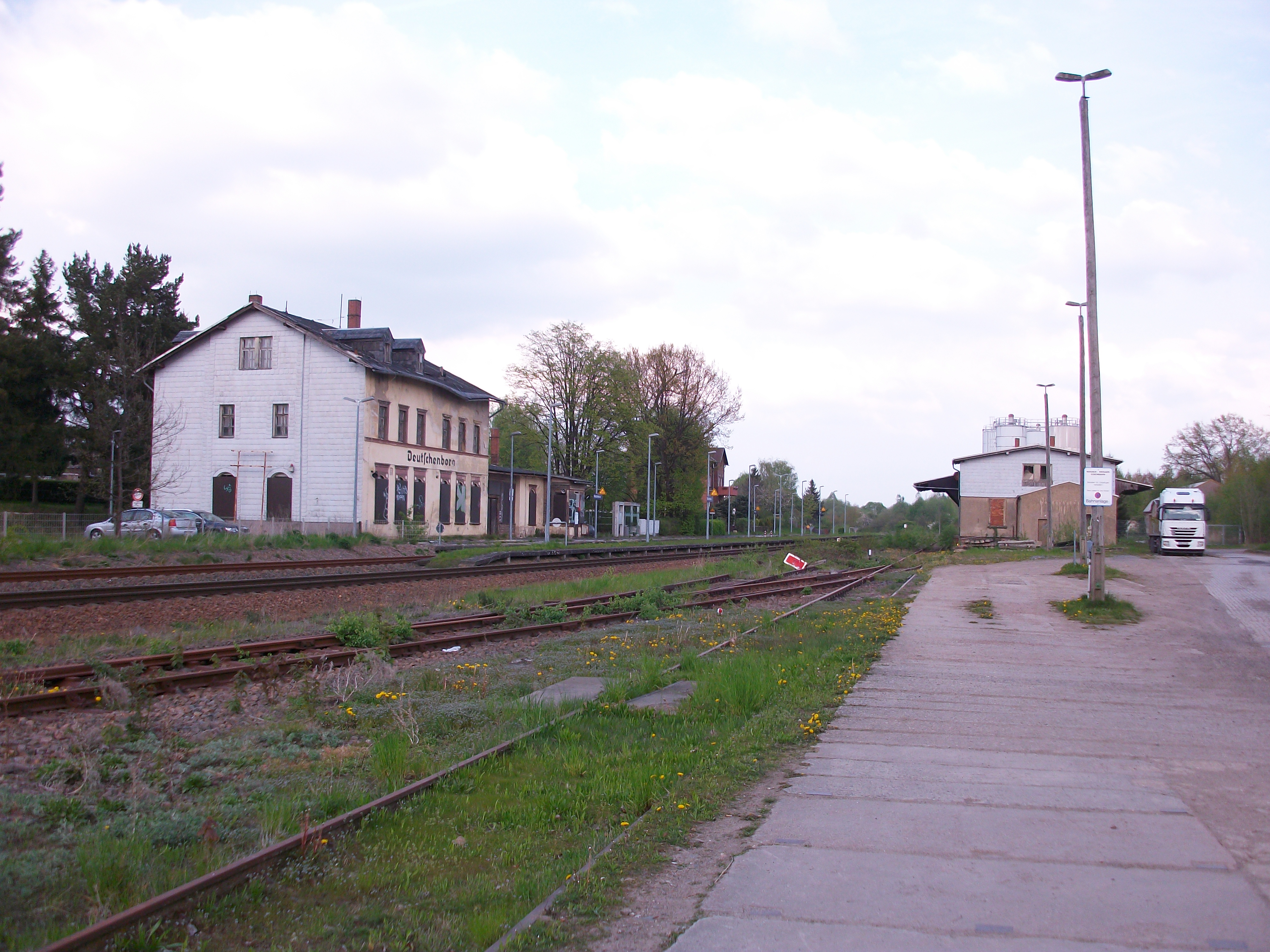
Bahnhof Deutschenbora

Der Bahnhof Deutschenbora wurde am 22. Dezember 1868 eröffnet. Mit der Einstellung des Personenverkehrs auf dem Abschnitt Döbeln–Meißen Triebischtal ist die Station seit dem 12. Dezember 2015 ohne planmäßigen Halt.
Miltitz-Roitzschen ⊙

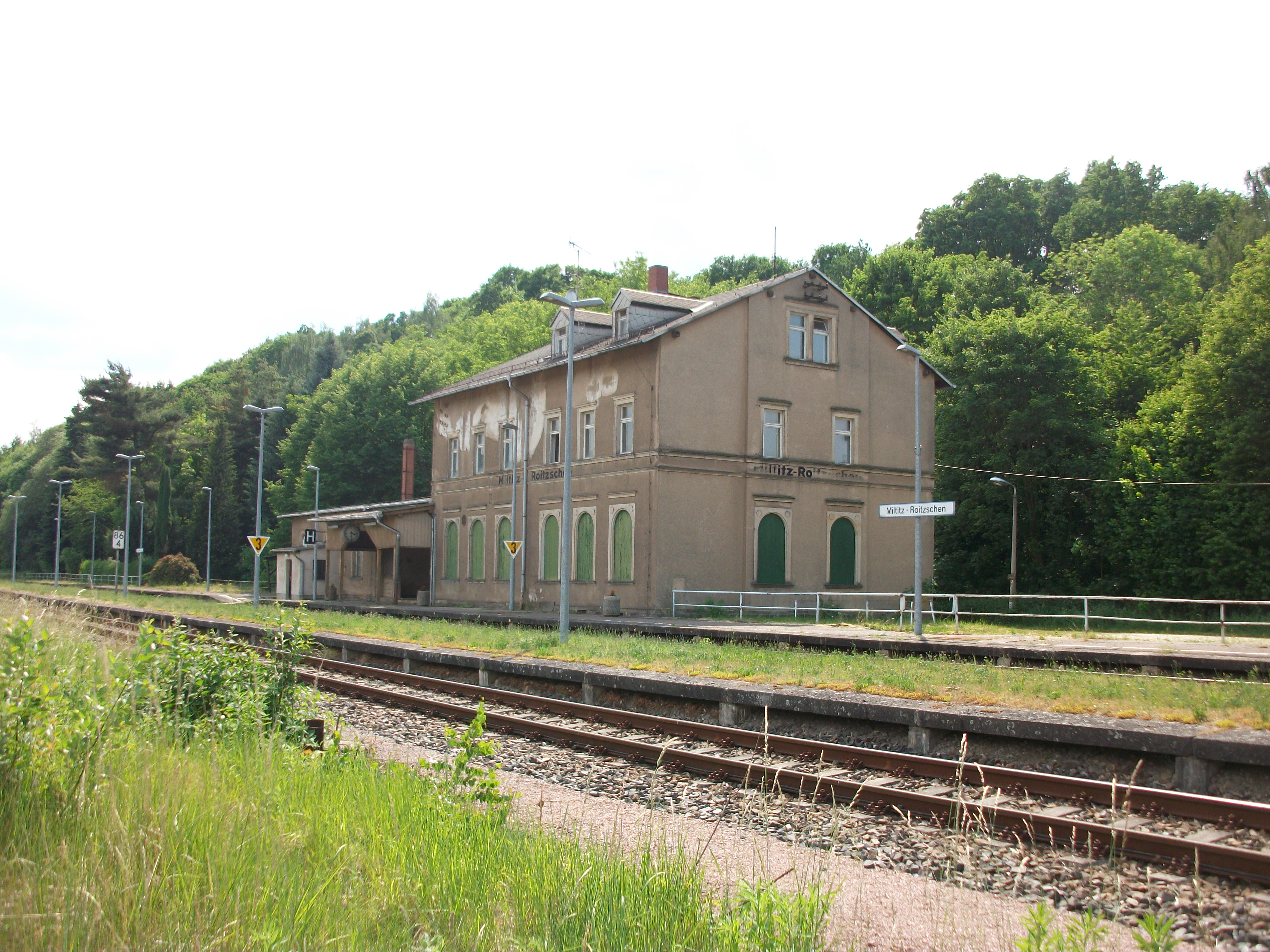
Bahnhof Miltitz-Roitzschen, Empfangsgebäude (2017)

Der Bahnhof Miltitz-Roitzschen im Tal der Triebisch wurde am 22. Dezember 1868 unter dem Namen Miltitz eröffnet. Seit dem 1. Mai 1900 trägt er den bis heute gültigen Namen. Mit der Einstellung des Personenverkehrs auf dem Abschnitt Döbeln–Meißen Triebischtal ist die Station seit dem 12. Dezember 2015 ohne planmäßigen Halt.
Meißen ⊙
Der 1860 eröffnete Bahnhof Meißen liegt im Stadtteil Cölln. Sein 1928 neu errichtetes Empfangsgebäude steht unter Denkmalschutz und gilt als bedeutendes Bauwerk seiner Zeit. Nach Einstellung des Fernverkehrs in den 1960er Jahren hat der Bahnhof heute nur noch regionale Bedeutung.